# Biografielijst Ba

## Ba
- Mamadou Bâ (1930-2009), Guinees politicus

## Baa
- Walter Baade (1893-1960), Duits sterrenkundige
- Andreas Baader (1943-1977), Duits terrorist
- Bianca Baak (1992), Nederlands atlete
- Eugène Baak (1970), Nederlands gitarist, journalist, kunstenaar en zanger
- Mehdi Baala (1978), Frans atleet
- Hans van Baalen (1960-2021), Nederlands politicus
- Mark Baanders (1997), Nederlands verslaggever
- Appie Baantjer (1923-2010), Nederlands schrijver en politieman
- Brenda Baar (1987), Nederlands atlete
- Hendrik van Baar (1827-1878), Nederlands burgemeester
- Peter van den Baar (1941-2020), Nederlands burgemeester en bestuurder
- Bob Baardman (1928-2024), Nederlands jurist
- Joop van Baaren (1913-1997), Nederlands publicist en uitgever
- Henk Baars (1960), Nederlands wielrenner
- Jan Baars (1903-1989), Nederlands fascistisch politicus en verzetsstrijder
- Lara Baars (1996), Nederlands atlete
- Judith Baarssen (1978), Nederlands atlete
- Mireille Baart (1981), Nederlands atlete
- Rein Baart (1972), Nederlands voetbaldoelman
- Joep Baartmans-van den Boogaart (1939-2017), Nederlands lerares en politica
- Cas Baas (1928-2007), Nederlands Bevelhebber der Luchtstrijdkrachten
- Jan Baas (1915-2001), Nederlands honkballer
- Jan Baas (1917-2012), Nederlands politicus
- Jan Baas (1952), Nederlands politicus
- Maarten Baas (1978), Nederlands industrieel ontwerper
- Melissa Baas (1991), Nederlands model
- Pieter Baas (1944-2024), Nederlands botanicus
- Ton Baas (1946), Nederlands politicus
- Ada Baas-Jansen (1942), Nederlands politiefunctionaris en politica
- Arjen de Baat (1986), Nederlands wielrenner
- Jan de Baat (1921-2010), Nederlands beeldhouwer
- Richard Baawobr (1959-2022), Ghanees kardinaal

## Bab

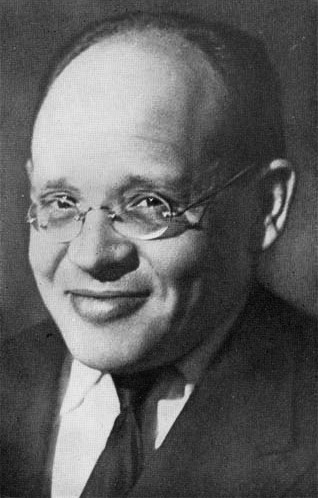
Isaak Babel

- Jaroslav Bába (1984), Tsjechisch atleet
- Sathya Sai Baba (1926-2011), Indiaas goeroe
- Youssef Baba (1979), Marokkaans atleet
- Ali Babacan (1967), Turks politicus
- Isaac Babadi (2005), Nederlands voetballer
- Viveka Babajee (1973-2010), Indiaas model
- Inha Babakova (1967), Sovjet-Russisch/Oekraïens atlete
- Haruna Babangida (1982), Nigeriaans voetballer
- Ibrahim Babangida (1976-2024), Nigeriaans voetballer
- Tijani Babangida (1973), Nigeriaans voetballer
- Svetlana Babanina (1943), Russisch zwemster
- Shirley Babashoff (1957), Amerikaans zwemster en olympisch kampioene
- Charles Babbage (1791-1871), Brits computerpionier
- Milton Babbitt (1916-2011), Amerikaans componist
- John Babcock (1900-2010), laatste Canadese Eerste Wereldoorlogveteraan
- Isaak Babel (1894-1940), Russisch schrijver
- Janice Babel (1992), Nederlands atlete
- Ryan Babel (1986), Nederlands voetballer
- Alonzo Babers (1961), Amerikaans atleet
- Milan Babić (1956-2006), Servisch-Kroatisch tandarts, politicus en oorlogsmisdadiger
- Tereza Bábíčková (2003), Tsjechisch autocoureur
- Anton Babikov (1991), Russisch biatleet
- Joseph Babinski (1857-1932), Frans neuroloog
- Gábor Babos (1974), Hongaars voetbaldoelman
- Eudoxie Baboul (1901-2016), Frans supereeuwelinge
- Stefan Babović (1987), Servisch voetballer
- Jaroslav Babušiak (1984), Slowaaks alpineskiër
- Baby Ranks, Puerto Ricaans reggaetón-artiest

## Bac

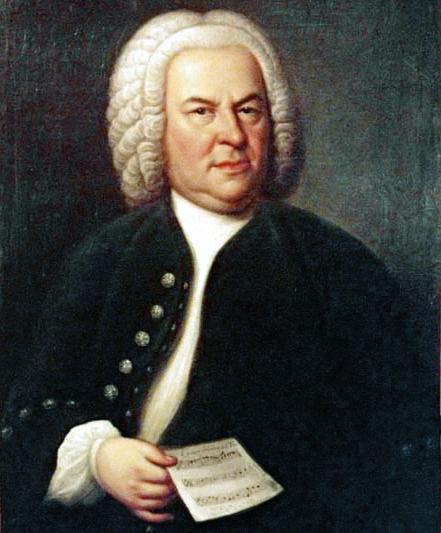
Johann Sebastian Bach

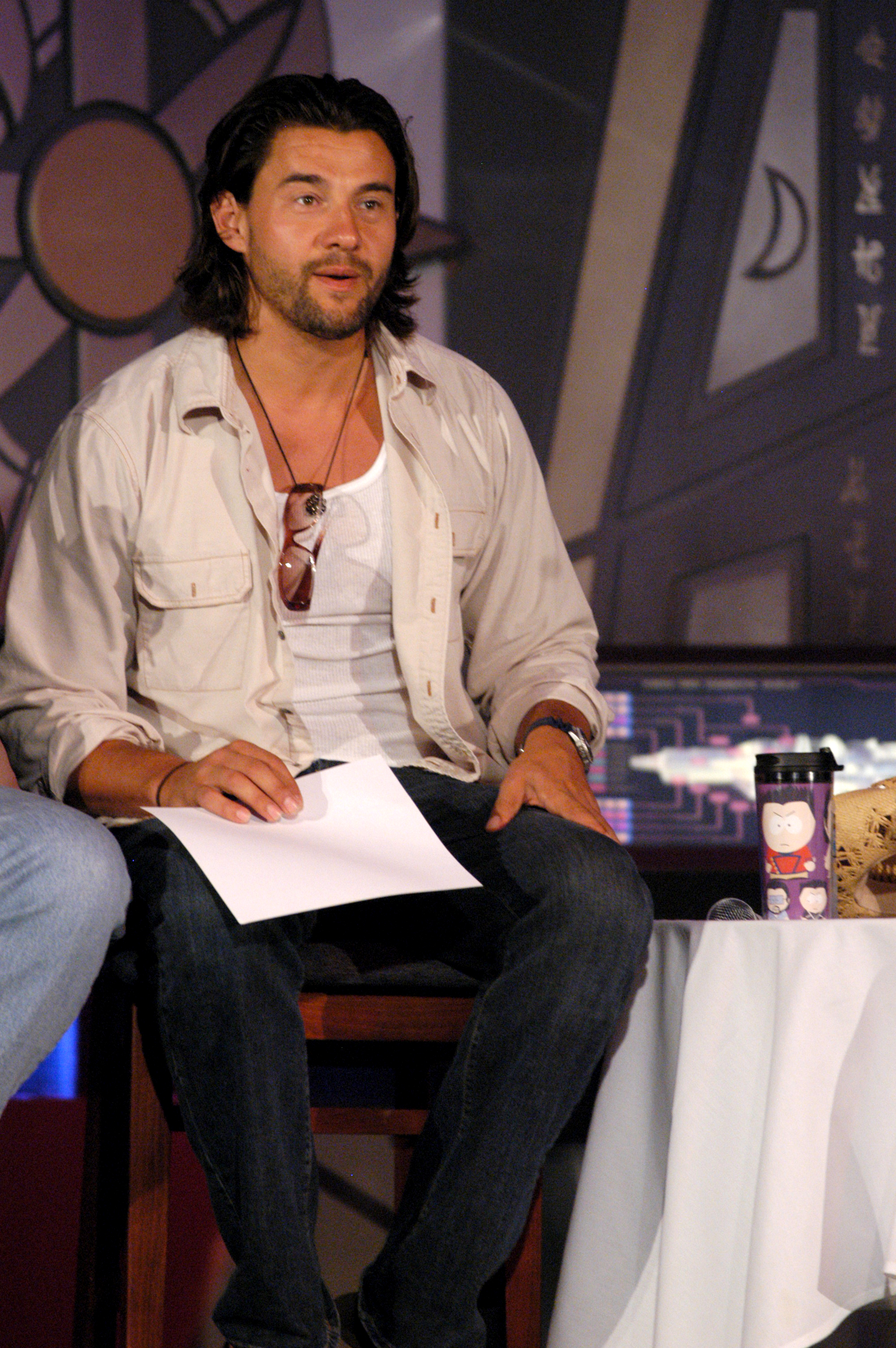
Steve Bacic

- Susana Baca (1944), Peruviaans zangeres
- Malam Bacai Sanhá (1947-2012), president van Guinee-Bissau
- Lauren Bacall (1924-2014), Amerikaans actrice
- Luis Bacalov (1933-2017), Argentijns-Italiaans componist
- Carlos Bacca (1986), Colombiaans voetballer
- Bacchelli (1952), Spaans zanger
- Antonio Bacci (1885-1971), Italiaans geestelijke
- Félix Baciocchi (1762-1841), Frans-Italiaans militair
- Stipe Bačelić-Grgić (1988), Kroatisch voetballer
- Barbara Bach (1947), Amerikaans actrice
- Carl Philipp Emanuel Bach (1714-1788), Duits componist
- Johann Christian Bach (1735-1782), Duits componist
- Johann Christoph Friedrich Bach (1732-1795), Duits componist
- Johann Sebastian Bach (1685-1750), Duits componist
- Wilhelm Friedemann Bach (1710-1784), Duits componist
- Erich von dem Bach-Zelewski (1899-1972), Duits SS-officier en Holocaustpleger
- Burt Bacharach (1928-2023), Amerikaans musicus
- Amitabh Bachchan (1942), Indiaas acteur
- David Bache (1925-1994), Engels autodesigner
- Michelle Bachelet (1951), Chileens presidente
- Pierre Bachelet (1944-2005), Frans regisseur en zanger
- Luciano Bacheta (1990), Brits autocoureur
- Klaus Bachler (1991), Oostenrijks autocoureur
- Ingeborg Bachmann (1926-1973), Oostenrijks schrijfster
- Tina Bachmann (1986), Duits biatlete
- Georg Bachmayer (1913-1945), Duits kampcommandant
- Mamoeka Bachtadze (1982), Georgisch politicus en zakenman
- Steve Bacic (1965), Canadees acteur
- Axel Bäck (1987), Zweeds alpineskiër
- Henk Backer (1898-1976), Nederlands striptekenaar
- Steve Backley (1969), Brits atleet
- Andreas Bäckman (1995), Zweeds autocoureur
- Jessica Bäckman (1997), Zweeds autocoureur
- Adrien Backscheider (1992), Frans langlaufer
- Joakim Bäckström (1978), Zweeds golfer
- Gus Backus (1937), Amerikaans zanger
- John Backus (1924-2007), Amerikaans informaticus
- Richard Backus (1945), Amerikaans acteur en scenarioschrijver
- Charles Bacon (1885-1968), Amerikaans atleet
- Francis Bacon (1561-1626), Engels filosoof en wetenschapshistoricus
- Francis Bacon (1909-1992), Engels expressionistische kunstschilder
- Francis Thomas Bacon (1904-1992), Engels ingenieur
- Phoebe Bacon (2002), Amerikaans zwemster
- Diana Bacosi (1983), Italiaans sportschutter
- Zénon Bacq (1903-1983), Belgisch fysioloog, farmacoloog en radiobioloog
- François Bacqué (1936-2023), Frans rooms-katholieke geestelijke
- Jean-Pierre Bacri (1951-2021) Frans acteur
- Timea Bacsinszky (1989), Zwitsers tennisster
- Leandro Bacuna (1991), Nederlands voetballer

## Bad
- Aleksej Badajev (1883-1951), Sovjet-Russisch politicus en uitgever van de Pravda
- Babi Badalov (1959), Azerbeidzjaans beeldend kunstenaar en dichter
- Michael Badalucco (1954), Amerikaans acteur en filmproducent
- Jerónimo Badaraco (1974), Macaus autocoureur
- Abdul Badawi (1887-1965), Egyptisch politicus en rechter
- John Badcock (1903-1976), Brits roeier
- Andrew Baddeley (1982), Brits atleet
- Angela Baddeley (1904-1976), Brits actrice
- Milan Badelj (1989), Kroatisch voetballer
- Margaretha van Baden (1404-1442), regentes van Nassau-Wiesbaden-Idstein (1426-1433)
- Max van Baden (1867-1929), Duits generaal en politicus
- Anna Amalia van Baden-Durlach (1595-1651), regentes van Nassau-Saarbrücken (1640-1651)
- Max von Baden (1933-2022), Duits ondernemer en hertog
- Robert Baden-Powell (1857-1941), Brits oprichter van de scouting
- Christine Bader (1878-1965), Nederlands kinderarts
- Douglas Bader (1910-1982), Brits Vliegend aas uit de Battle of Britain
- Otilia Bădescu (1970), Roemeens tafeltennisster
- Antoni Maria Badia i Margarit (1920-2014), Catalaans taalkundige
- Vincent Badie (1902-1989), Frans politicus
- Gabriel Badilla (1984-2016), Costa Ricaans voetballer
- Henk Badings (1907-1987), Nederlands componist
- Robert Badinter (1928-2024), Frans advocaat, professor, essayist en politicus
- Jodocus Badius (1462-1535), Zuid-Nederlands humanist, drukker en uitgever
- Cedric Badjeck (1995-2025), Kameroens-Nederlands voetballer
- Brando Badoer (2006), Italiaans autocoureur
- Luca Badoer (1971), Italiaans autocoureur
- Ayrton Badovini (1986), Italiaans motorcoureur
- Badu Bonsu II (?-1838), leider van de Ahanta-stam en Ghanees koning
- A.R. Badul (1949), Maleisisch acteur
- Kateřina Baďurová (1982), Tsjechisch atlete

## Bae

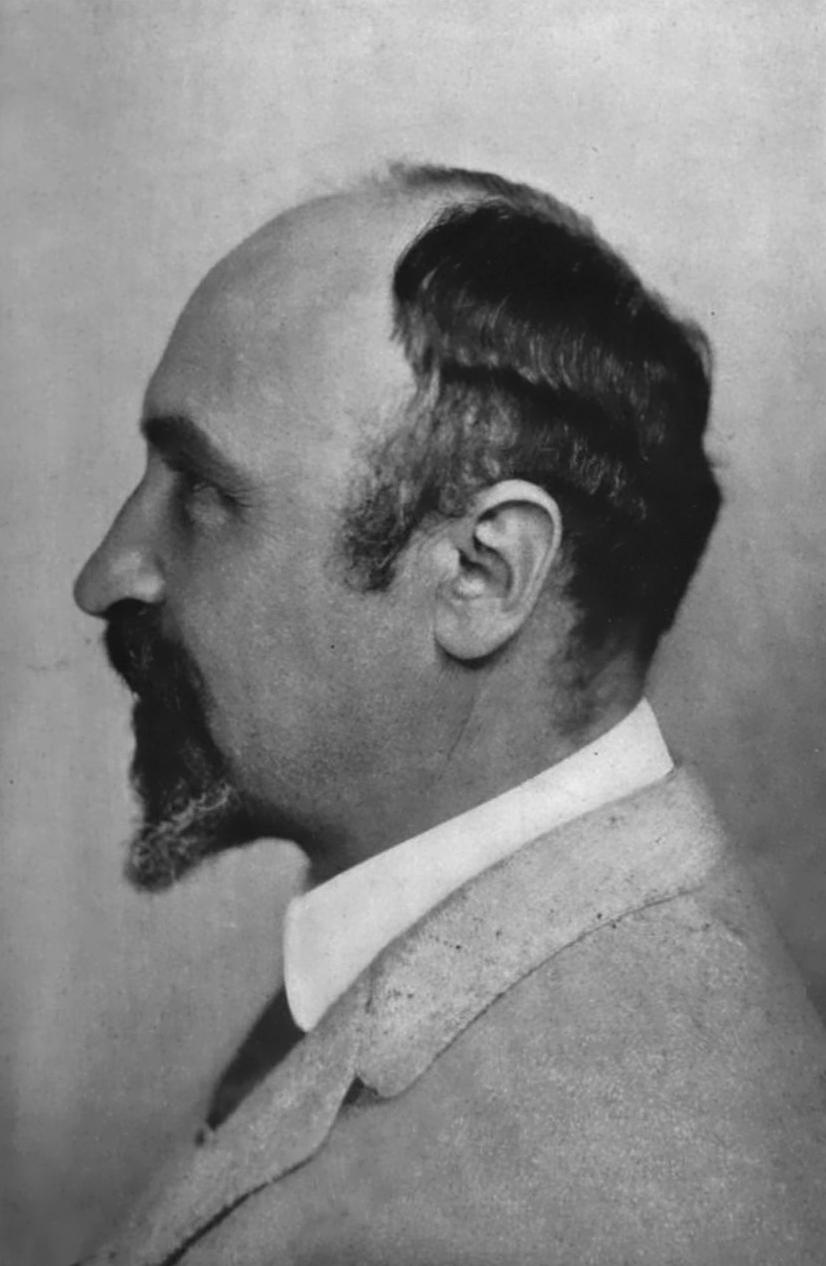
Leo Baekeland (1916)

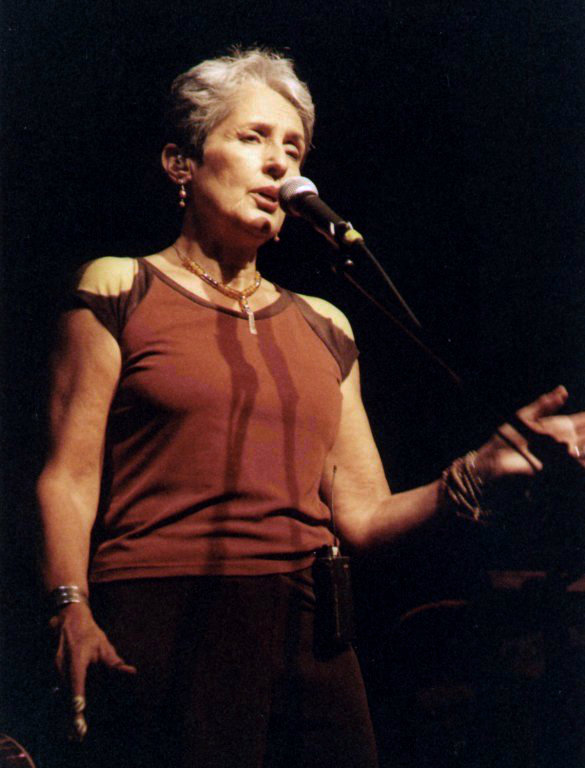
Joan Baez (2003)

- Arne Baeck (1985), Belgisch toneelregisseur en acteur
- Jean Baeck (1868-1931), Belgisch syndicalist, vakbondsbestuurder en politicus
- Louis Baeck (1928-2014), Belgisch econoom en hoogleraar
- Leo Baekeland (1863-1944), Belgisch scheikundige en uitvinder van bakeliet
- Ludovicus Baekelandt (1774-1803), Vlaams struikrover en bendeleider
- Bob van Bael (1924-2002), Belgisch televisiemaker
- Lilian Baels (1916-2002), Belgisch echtgenote van koning Leopold III
- Roger Baens (1933-2020), Belgisch wielrenner
- Frederik Johan van Baer (1645-1713), Nederlands militair
- Jacob Henry "Buddy" Baer (1915-1986), Amerikaans bokser en acteur
- Jo Baer (1929-2025), Amerikaans kunstenares
- Karl Ernst von Baer (1792-1876), Estisch wetenschapper
- Parley Baer (1914-2002), Amerikaans acteur en radio-dj
- Ralph Baer (1922-2014), Amerikaans computerspelpionier, uitvinder en ingenieur van Duitse afkomst
- Richard Baer (1911-1963), Duits naziofficier
- Stanny van Baer (1941 of 1942), Nederlands model
- Joris Baers (1888-1975), Belgische priester, bibliothecaris en bibliograaf
- Margriet Baers (1889-1922), Belgisch maatschappelijk werkster en feministe
- Maria Baers (1883-1959), Belgische sociaal werkster, senator, feministe en de stichtster van de Kristelijke Arbeiders Vrouwenbeweging
- Marten Baersma (1890-1918), Nederlands-Fries schrijver
- Arnold Baert (1554-1629), Zuid-Nederlands rechtsgeleerde en hoogleraar
- Arthur Baert (1869-1931), Belgisch notaris en politicus
- Barbara Baert (1967), Belgisch kunsthistorica en hoogleraar
- Clovis Baert (1897-1966), Belgisch (hoofd)redacteur
- Dirk Baert (1949), Belgisch wielrenner
- Frans Baert (1925-2022), Belgisch advocaat en politicus
- Gustaaf Baert (1846-1925), Belgisch politicus
- Ignace Baert (1950), Belgisch zanger, componist, tekstschrijver en pianist
- Jan Baert (1650-1702), Vlaams-Frans kaper
- Jan Baert (1920-1986), Belgisch uitgever en bestuurder
- Jeroen Baert (1967), Belgisch advocaat en politicus
- Joseph Baert (1901-1980), Belgisch industrieel, verzetsstrijder en politicus
- Kevin Baert (1986), Belgisch voetballer
- Marc Baert (1901-1988), Belgisch volksfiguur, pseudoniem van Antoon Constand Eduard Van Marcke
- Marnik Baert (1959), Belgisch decorontwerper, acteur en toneelregisseur
- Nand Baert (1932-1985), Belgisch radio- en televisiepresentator
- Nicolas Baert (2001), Belgisch autocoureur
- Norman Baert (1968), Belgisch acteur
- Patrick Baert (1961), Belgisch socioloog en hoogleraar
- Peter Baert (1964-2016), Belgisch sportjournalist
- Stijn Baert (1983), Belgisch econoom en hoogleraar
- Olle Bærtling (1911-1981), Zweeds kunstschilder en beeldhouwer
- Alphonsius (Fons) Maria Ignatius Hubert Baeten (1920-1996), Nederlands politicus
- Freddy Baeten (1931-2008), Belgisch kunstschilder
- Joseph Baeten (1893-1964), Nederlands rooms-katholiek geestelijke en bisschop
- Lieve Baeten (1954-2001), Belgisch auteur en illustratrice
- René Baeten (1927-1960), Belgisch motorcrosser
- Roger Baeten (1951), Belgisch zanger en muziekproducent
- Ton Baeten (1931-2018), Nederlands rooms-katholiek geestelijke en abt
- Walter Baeten (1944), Belgisch bestuurder en Vlaams activist
- Walter Baeten (1954), Belgisch geschiedkundige en schrijver
- Paul Baeten Gronda (1981), Belgisch (scenario)schrijver en columnist; pseudoniem van Paul Baeten
- Alfons Baeyens (1898-1963), Belgisch vakbondsbestuurder
- Armand Baeyens (1928-2013), Belgisch wielrenner
- August Louis Baeyens (1895-1966), Belgisch violist en componist
- Dominique Baeyens (1965), Belgische volleybalspeler en -coach
- Jan Baeyens (1957), Belgisch wielrenner
- Julie Baeyens (1987), Belgisch judoka
- Steph Baeyens (1957), Belgisch acteur
- Veerle Baeyens (1970), Belgisch politicus
- Rachel Baes (1912-1983), Belgisch kunstschilderes
- Albert Baez (1912-2007), Mexicaans-Amerikaans natuurkundige
- Buenaventura Báez (1810/12-1884), Dominicaans politicus
- Joan Baez (1941), Amerikaans muzikante
- José Reyes Baeza (1961), Mexicaans politicus

## Baf
- William Baffin (1584-1622), Engels ontdekkingsreiziger

## Bag
- Amado Bagatsing (1947), Filipijns politicus
- Ramon Bagatsing (1916-2006), Filipijns politicus
- Jean Baptiste Bagaza (1946-2016), Burundees president
- Selda Bağcan (1948), Turks zangeres en songwriter
- Etienne Bagchus (1940-2012), Nederlands kunstenaar
- Gediminas Bagdonas (1985), Litouws wielrenner
- Gianni Baget Bozzo (1925-2009), Italiaans rooms-katholiek priester en politicus
- Dino Baggio (1971), Italiaans voetballer
- Marcos Baghdatis (1985), Cypriotisch tennisser
- James Bagian (1952), Amerikaans ruimtevaarder
- Camilla Baginskaite (1967), Litouws-Amerikaanse schaakster
- Tim Bagley (1957), Amerikaans acteur
- Francesco Bagnaia (1997), Italiaans motorcoureur
- Enid Bagnold (1889-1981), Brits schrijfster
- Daniele Bagozza (1995), Italiaans snowboarder
- Jorge de Bagration (1944-2008), Spaans-Georgisch autocoureur
- Pjotr Bagration (1765-1812), Russisch generaal
- Óscar Bagüí (1982), Ecuadoraans voetballer
- Teddy Baguilat jr. (1966), Filipijns politicus

## Bah
- Federico Martin Bahamontes (1928-2023), Spaans wielrenner
- Nesar Ahmad Bahawi (1984), Afghaans taekwondoka
- John N. Bahcall (1934-2005), Amerikaans astrofysicus
- André Bahia (1983), Braziliaans voetballer
- Sattar Bahlulzade (1909-1974), Azerbeidzjaans landschapsschilder
- Egon Bahr (1922-2015), Duits journalist, radiopresentator, diplomaat en politicus
- Gunilla von Bahr (1941), Zweeds fluitiste en bestuurder binnen de muzieksector
- Karl Bähre (1899-1960), Duits waterpolospeler
- Scotty Bahrke (1985), Amerikaans freestyleskiër
- Shannon Bahrke (1980), Amerikaans freestyleskiester

## Bai
- Bai Xue (1988), Chinees atlete

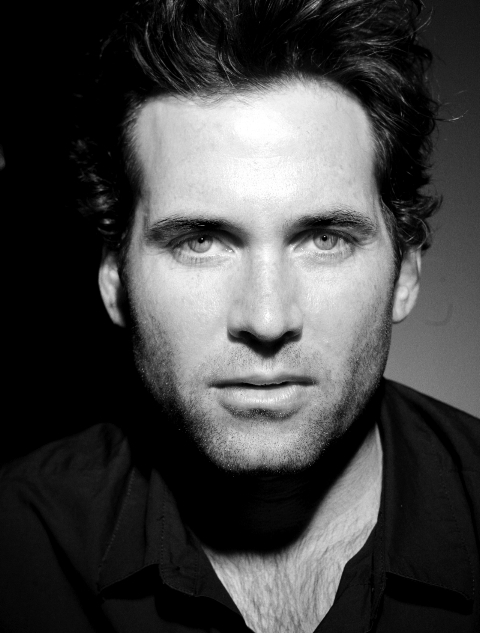
Eion Bailey, 2001

- Bai Yang (1985), Chinees tafeltennisster
- Peer Baierlein (1972), Duits muzikant en componist
- Winfried Baijens (1977), Nederlands presentator
- Louisa Baïleche (1977), Frans zangeres
- Aleen Bailey (1980), Jamaicaans atlete
- Barry Bailey (1948-2022), Amerikaans gitarist
- Daniel Bailey (1986), atleet uit Antigua en Barmuda
- Donovan Bailey (1967), Jamaicaans-Canadees atleet
- Eion Bailey (1976), Amerikaans acteur
- Gary Bailey (1958), Engels voetballer
- Jonathan Bailey (1988), Brits acteur
- Lowell Bailey (1981), Amerikaans biatleet
- Nicholas R. Bailey (1971), Brits acteur
- Pearl Bailey (1918-1990), Amerikaans actrice en zangeres
- Robert Bailey jr. (1990), Amerikaans acteur
- Ryan Bailey (1989), Amerikaans atleet
- Kemar Bailey-Cole (1992), Jamaicaans atleet
- Alberto Baillères (1931-2022), Mexicaans ondernemer
- Julien Bailleul (1988-2011), Frans voetballer
- Odile Bailleux (1939-2024), Frans organist en klavecinist
- Bill Baillie (1934-2018), Nieuw-Zeelands atleet
- Gilbert Bailliu (1936), Belgisch voetballer
- André Baillon (1875-1932), Belgisch schrijver
- Henri Ernest Baillon (1827-1895), Frans botanicus
- Jean Sylvain Bailly (1736-1793), Frans astronoom en politicus
- Alexander Bain (1811-1877), Schots uurwerkmaker en uitvinder
- John Bain (1984-2018), Brits spelcriticus en e-sportscommentator
- Angie Bainbridge (1989), Australisch zwemster
- Beryl Bainbridge (1934-2010), Engels schrijfster
- Bobbie Baird (1912-1953), Brits autocoureur
- Diora Baird (1983), Amerikaans actrice en model
- John Logie Baird (1888-1946), Schots ingenieur en televisiepionier

## Baj
- Pierre Bajart (1914-?), Belgisch atleet
- Lukáš Bajer (1984), Tsjechisch voetballer
- Andrej Bajuk (1943), Sloveens politicus
- Didier Bajura (1954), Belgisch syndicalist en politicus

## Bak

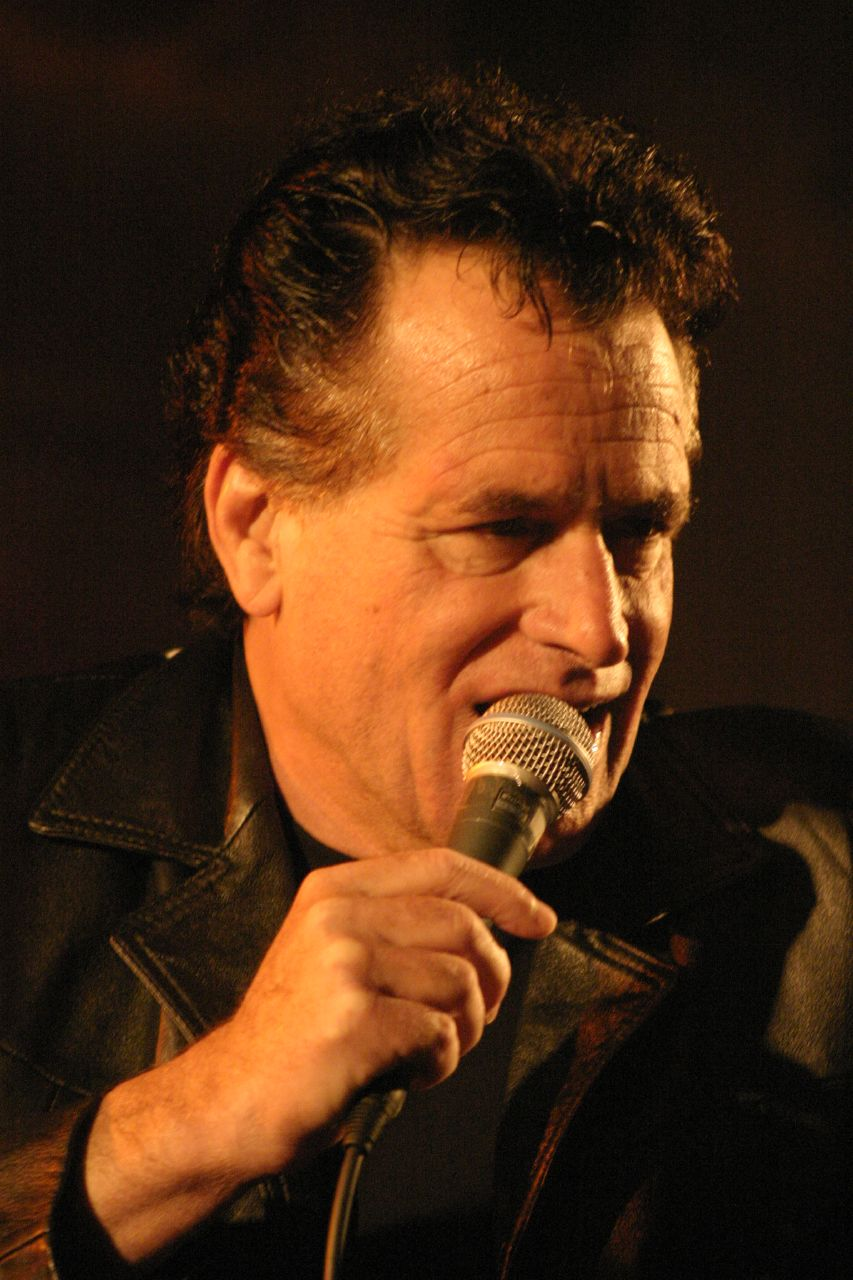
George Baker (zanger)

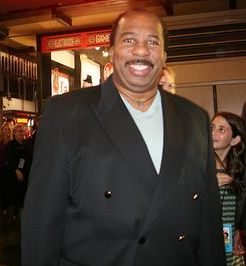
Leslie David Baker, 2007

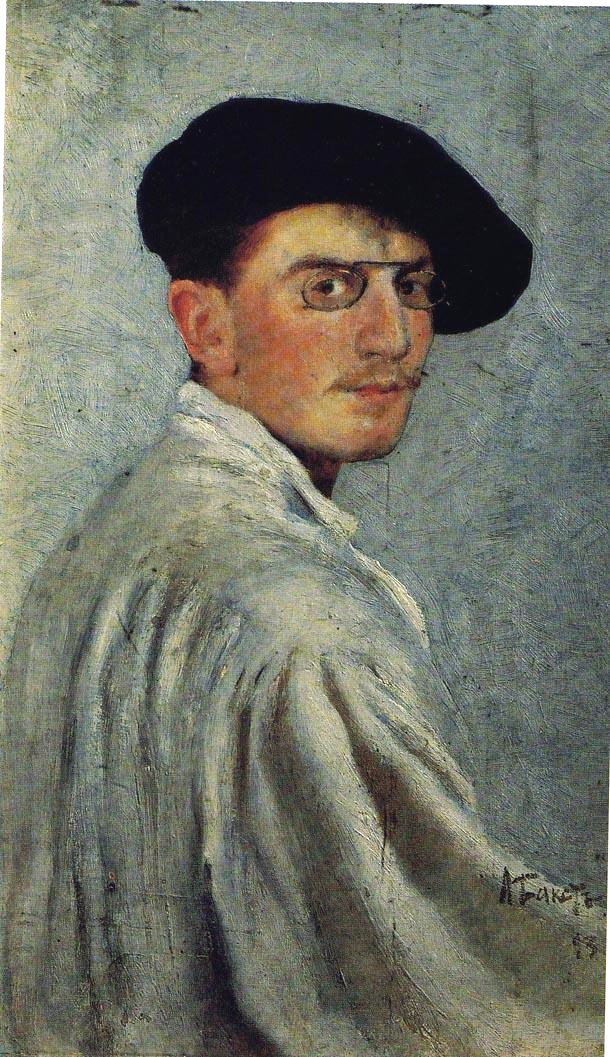
Léon Bakst

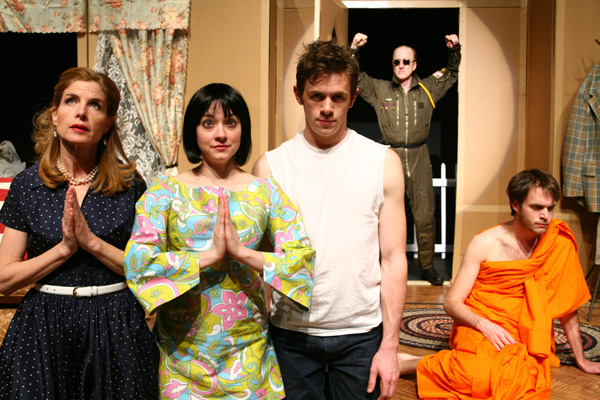
Blanche Baker (links), 2007

- Gregor Bak (1961), Nederlands televisiepresentator en musicus
- Kristian Bak Nielsen (1982), Deens voetballer
- Rolf Bak (1942-2024), Nederlands mariene bioloog
- Elis Bakaj (1987), Albanees voetballer
- Frank van Bakel (1958), Nederlands wielrenner
- Gerrit van Bakel (1943-1984), Nederlands kunstenaar
- Michiel van Bakel (1966), Nederlands beeldend kunstenaar
- Ivo Bakelants (1934-2016), Belgisch glazenier
- Bob Bakels (1926-2004), Nederlands jurist
- Floris Bakels (1915-2000), Nederlands verzetsstrijder
- Floris Bakels (1949), Nederlands rechter
- Mushaga Bakenga (1992), Noors voetballer
- Alan Baker (1939-2018), Brits wiskundige
- Andrea Baker, Amerikaans actrice
- Anita Baker (1958), Amerikaans zangeres
- Becky Ann Baker (1953), Amerikaans actrice
- Blanche Baker (1956), Amerikaans actrice, filmproducente en scenarioschrijfster
- Bob Baker (1939-2021), Brits scenarioschrijver
- Charles Baker (1971), Amerikaans acteur
- David Baker (1962), Amerikaans biochemicus en Nobelprijslaureaat
- David Aaron Baker (1963), Amerikaans acteur
- Dylan Baker (1959), Amerikaans acteur
- Ellen Baker (1953), Amerikaans ruimtevaarder
- George Baker (1931-2011), Brits acteur
- George Baker (1944), Nederlands zanger
- Gilbert Baker (1951-2017), Amerikaans vlagontwerper en homorechtenactivist
- Ginger Baker (1939-2019), Brits drummer
- Greg Baker (1968), Amerikaans acteur
- James Baker (1930), Amerikaans advocaat, diplomaat en politicus
- Jeremy Baker (1968), Nederlands (stem)acteur, komiek, vertaler, tekst- en scenarioschrijver
- Joe Don Baker (1936-2025), Amerikaans acteur
- Josephine Baker (1906-1975), Amerikaans-Frans danseres, zangeres, filmactrice en verzetsstrijdster
- Kathleen Baker (1997), Amerikaans zwemster
- Keshia Baker (1988), Amerikaans atlete
- Leslie David Baker (1958), Amerikaans acteur
- Michael Allen Baker (1953), Amerikaans ruimtevaarder
- Robert Baker (1979), Amerikaans acteur
- Ronnie Baker (1993), Amerikaans atleet
- Vin Baker (1971), Amerikaans basketballer
- John Baker Saunders (1944-1999), Amerikaans rockmuzikant
- Frederick Collier Bakewell (1800-1869), Engels natuurkundige en uitvinder
- Beb Bakhuijs (1909-1982), Nederlands voetballer
- Kennedy Bakırcıoğlu (1980), Zweeds voetballer
- Said Bakkati (1982), Nederlands-Marokkaans voetballer
- Eirik Bakke (1977), Noors voetballer
- Jason Bakke (1989), Zuid-Afrikaans wielrenner
- Morten Bakke (1968), Noors voetballer
- Roy Bakkenes (1990), Nederlands voetballer
- Bert Bakker (1958), Nederlands politicus
- Cees Bakker (1939-2025), Nederlands burgemeester
- Claas Bakker (1877-1949), Nederlands politiefunctionaris
- Cor Bakker (1918-1988), Nederlands wielrenner
- Cor Bakker (1961), Nederlands pianist
- Cornelis Bakker (1904-1960), Nederlands natuurkundige
- Corrie Bakker (1945), Nederlands atlete
- Ernst Bakker (1946-2014), Nederlands politicus'
- Heinze Bakker (1941-2021), Nederlands sportjournalist
- Jaco de Bakker (1939-2012), Nederlands theoretisch informaticus en hoogleraar
- Janny Bakker (1960), Nederlands bestuurder en politica
- Jits Bakker (1937-2014), Nederlands beeldhouwer
- Joop Bakker (1921-2003), Nederlands politicus
- Karin Bakker (1969), Belgisch atlete
- Keith Bakker (1960-2025), Amerikaans-Nederlands verslavingsdeskundige en zedendelinquent
- Liesbeth Bakker (1973), Nederlands hoogleraar ecologie
- Maarten den Bakker (1969), Nederlands wielrenner
- Marcus Bakker (1923-2009), Nederlands politicus
- Marian Bakker (1944), Nederlands fotografe
- Peter Bakker (1961), Nederlands topfunctionaris
- Peter Bakker (1934), Nederlands roeier
- Robert Bakker (1962), Nederlands roeier
- Rudolf Bakker (1929-2017), Nederlands journalist en schrijver
- Sanne Bakker (1992), Nederlands paralympisch sportster
- Sharona Bakker (1990), Nederlands atlete
- Sonja Bakker (1974), Nederlands gewichtsconsulente en publiciste
- Thiemo de Bakker (1988), Nederlands tennisser
- Veerle Bakker (1996), Nederlands atlete
- Pieter Herman Bakker Schut (1941-2007), Nederlands advocaat
- Jim Bakkum (1987), Nederlands zanger
- Brigitte Bako (1967), Canadees actrice
- Sergej Bakoelin (1986), Russisch atleet
- Abdallah Aboe Bakr (ca. 572-634), eerste kalief van de islam
- Ahmad Hassan al-Bakr (1914-1982), Iraaks president, premier en militair
- Léon Bakst (1866-1924), Russisch kunstschilder
- Benno Baksteen (1948), Nederlands gezagvoerder van de KLM
- Scott Bakula (1954), Amerikaans acteur
- Božo Bakota (1950-2015), Kroatisch voetballer
- Istvan Bakx (1986), Nederlands voetballer

## Bal

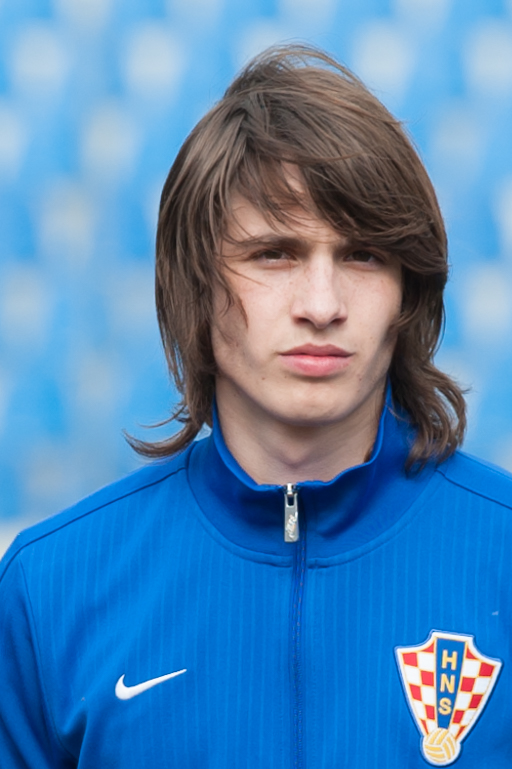
Andrija Balić

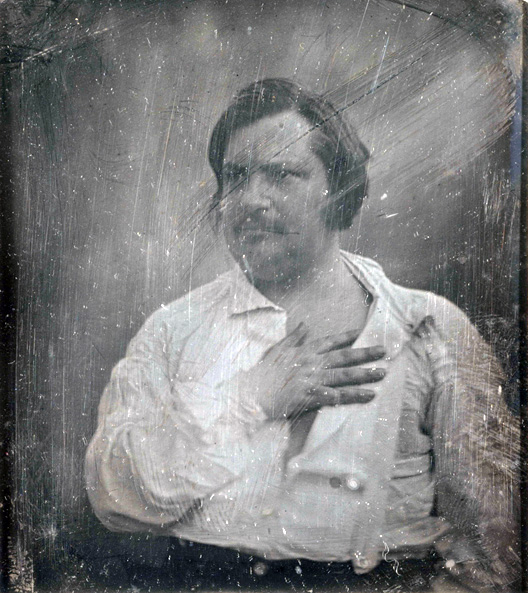
Honoré de Balzac

- Cees Bal (1951), Nederlands wielrenner
- Hannie Bal (1921-2012), Nederlands kunstschilderes
- Pascale Bal (1971), Belgisch actrice en presentatrice
- Randall Bal (1980), Amerikaans zwemmer
- Boško Balaban (1978), Kroatisch voetballer
- Xanım Balacayeva (2001), Azerbeidzjaanse schaakster
- Mili Balakirev (1837-1910), Russisch componist
- Krasimir Balakov (1966), Bulgaars voetballer en voetbalcoach
- George Balanchine (1904-1983), Russisch choreograaf
- Dmitri Balandin (1995), Kazachs zwemmer
- Iolanda Balaş (1936-2016), Roemeens atlete
- Junrey Balawing (1993-2020), Filipijns persoon
- Péter Balázs (1941), Hongaars politicus
- Balbinus (165/178-238), keizer van Rome (238)
- Marcelo Balboa (1967), Amerikaans voetballer
- Vasco Núñez de Balboa (1475-1519), Spaans veroveraar
- Emily Greene Balch (1867-1961), Amerikaans academica, schrijfster en pacifiste
- Živilė Balčiūnaitė (1979), Litouws atlete
- Heike Balck (1970), Duits atlete
- Nicola Baldan (1982), Italiaans autocoureur
- Dario Baldan Bembo (1948), Italiaans zanger
- Lorenzo Baldassarri (1996), Italiaans motorcoureur
- Fortunato Baldelli (1935-2012), Italiaans kardinaal
- John Baldessari (1931-2020), Amerikaans conceptueel kunstenaar
- Djietnarainsingh Baldewsingh (Jit Narain; 1948-2024), Surinaams arts en dichter
- Rebecca Balding (1955-2022), Amerikaans actrice
- Ercole Baldini (1933-2022) Italiaans wielrenner
- Stefano Baldini (1971), Italiaans atleet
- Julio César Baldivieso (1971), Boliviaans voetballer en voetbalcoach
- Giuseppe Baldo (1914-2007), Italiaans voetballer
- George Baldock (1993-2024), Grieks-Engels voetballer
- Kristín Marja Baldursdóttir (1949), IJslands schrijfster
- Alec Baldwin (1958), Amerikaans acteur
- Florrie Baldwin (1896-2010), Brits oudste levende mens van Europa
- James Baldwin (1924-1987), Amerikaans schrijver
- Johnny Baldwin (1922-2000), Amerikaans autocoureur
- Stanley Baldwin (1867-1947), Brits politicus (o.a. premier)
- Gareth Bale (1989), Welsh voetballer
- Eric Balemans (1961-2021), Nederlands politicus
- Céline van Balen (1965-2023), Nederlands fotografe
- Nel van Balen Blanken (1917-2008), Nederlands atlete
- Johnny Balentina (1971), Nederlands-Antilliaans honkballer
- Radu Bălescu (1932-2006), Roemeens-Belgisch natuurkundige
- Ettore Balestrero (1966), Italiaans geestelijke
- Estelle Balet (1994-2016), Zwitsers snowboardster
- Pierre-Antoine Balhan (1992), Belgisch atleet
- Andrija Balić (1997), Kroatisch voetballer
- Elvir Baljić (1974), Bosnisch voetballer
- Fairuza Balk (1974), Amerikaans actrice
- Jutta Balk (1902-1987), Lets-Duits kunstenaar en poppenmaker
- Klaas Balk (1948), Nederlands wielrenner
- Frida Balk-Smit Duyzentkunst (1929-2013), Nederlands taalkundige
- Klaus Balkenhol (1939), Duits ruiter
- Hetty Balkenende (1939), Nederlands zwemster
- Jan Peter Balkenende (1956), Nederlands wetenschapper en premier (2002-2010)
- Luuk Balkestein (1954), Nederlands voetballer
- Pim Balkestein (1987), Nederlands voetballer
- Frans van Balkom (1939-2015), Nederlands voetballer
- Patrick van Balkom (1974), Nederlands atleet
- Alan Ball (1945-2007), Engels voetballer
- George Ball (1909-1994), Amerikaans diplomaat
- Kenny Ball (1930-2013), Brits jazztrompettist
- LaMelo Ball (2001), Amerikaans basketballer
- Lonzo Ball (1997), Amerikaans basketballer
- Lucille Ball (1911-1989), Amerikaans actrice
- Leo de Ball (1853-1916), Duits astronoom
- Giacomo Balla (1871-1958), Italiaans kunstschilder
- Michael Ballack (1976), Duits voetballer
- Alessandro Ballan (1979), Italiaans wielrenner
- J.G. Ballard (1930-2009), Brits schrijver
- Joost Ballegeer (1938-2007), Vlaams schrijver en publicist
- Andrea Ballerini (1973), Italiaans motorcoureur
- Seve Ballesteros (1957), Spaans golfspeler
- Coline Ballet-Baz (1992), Frans freestyleskiester
- Jan Balliauw (1959), Belgisch journalist
- André Ballieux (1933), Belgisch atleet
- Mogens Ballin (1871-1914), Deens kunstschilder en edelsmid
- Jaak Ballings (1881-1941), Belgisch schrijver
- Claude Ballot-Léna (1936-1999), Frans autocoureur
- José Elías Balmaceda Fernández (1849-1917), Chileens grondbezitter, dichter en politicus
- José Rafael Balmaceda Fernández (1850-1911), Chileens politicus
- Johann Jakob Balmer (1825-1898), Zwitsers wis- en natuurkundige
- Coralie Balmy (1987), Frans zwemster
- Zsolt Baló (1971), Hongaars schaatser
- Sammy Baloji (1978), Congolees fotograaf
- Talia Balsam (1959), Amerikaans actrice
- Balthasar van Nassau-Idstein (1520-1568), graaf van Nassau-Idstein (1564-1568)
- Sebastian Balthasar (1996), Duits autocoureur
- Gabe Baltazar (1929-2022), Amerikaans saxofonist
- Sam Balter (1909-1998), Amerikaans basketballer
- Balthus (1908-2001), Frans kunstschilder
- Baltimora (1957-1995), Noord-Iers zanger
- Charli Baltimore (1974), Amerikaans rapster
- David Baltimore (1938), Amerikaans bioloog en Nobelprijswinnaar
- Agnes Baltsa (1944), Grieks mezzosopraan
- Martin Baltus (1953), Nederlands roeier
- Ton Baltus (1965), Nederlands atleet
- Burkhard Balz (1969), Duits politicus
- Honoré de Balzac (1799-1850), Frans schrijver
- Alessandro Balzan (1980), Italiaans autocoureur
- Michael Balzary (1962), Australisch basgitarist
- Karin Balzer (1938-2019), Oost-Duits atlete

## Bam
- Souleymane Bamba (1985-2024), Ivoriaans voetballer en voetbaltrainer
- Earl Bamber (1990), Nieuw-Zeelands autocoureur
- Piet Bambergen (1931-1996), Nederlands komiek en acteur
- Gerry Bamman (1941), Amerikaans acteur
- Sybille Bammer (1980), Oostenrijks tennisster
- Gaspar Arnold Bamps (1826-1880), Belgisch politicus
- Michel Arnold Bamps (1793-1865), Belgisch politicus

## Ban

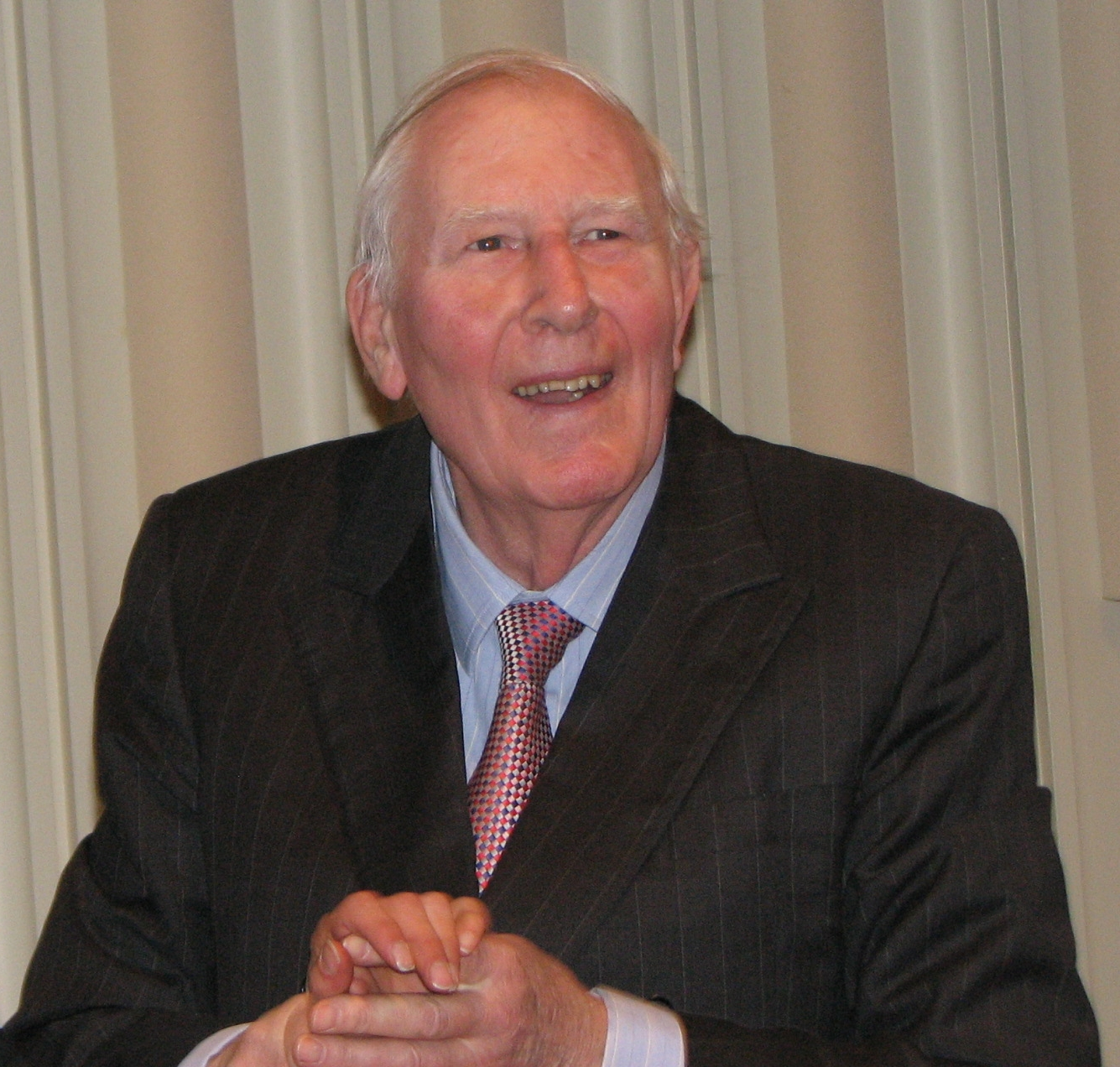
Roger Bannister

- Ban Ki-moon (1944), Zuid-Koreaans diplomaat en politicus
- Zoran Ban (1973), Kroatisch voetballer
- Eric Bana (1968), Australisch acteur
- Stefan Banach (1892-1945), Pools-Oekraïens wiskundige
- Yossi Banai (1932-2006), Israëlisch acteur, cabaretier, regisseur, (toneel)schrijver en zanger
- Paolo Banchero (2002), Amerikaans-Italiaans basketballer
- Anne Bancroft (1931-2005), Amerikaans actrice
- Cameron Bancroft (1967), Canadees acteur
- Heinrich Band (1821-1860), Duits uitvinder van de bandoneon
- Rupiah Bwezani Banda (1937-2022), Zambiaans president
- Walter Bandeira (1941-2009), Braziliaans zanger en acteur
- Ronald Bandell (1946-2015), Nederlands ambtenaar en politicus
- Marco Bandiera (1984), Italiaans wielrenner
- Elle Bandita (1984), Nederlands zangeres
- Albert Bandura (1925-2021), Canadees psycholoog
- Lou Bandy (1890-1959), Nederlands zanger en conferencier
- Desmond Bane (1998), Amerikaans basketballer
- Lisa Banes (1955-2021), Amerikaans actrice
- Pål Bang-Hansen (1937-2010), Noors acteur en filmproducer
- Martin Bangemann (1934-2022), Duits politicus
- Rakhshan Bani-Etemad (1954), Iraans filmmaker
- Abolhassan Bani Sadr (1933-2021), voormalig Iraans president
- Hristos Banikas (1978), Grieks schaker
- Frank Bank (1942-2013), Amerikaans acteur
- Jan Bank (1940), Nederlands geschiedkundige, journalist en politicus
- Ondřej Bank (1980), Tsjechisch alpineskiër
- Margaretha van Bancken (1628-1694), Nederlands uitgever
- George A. Banker (1874-1917), Amerikaans wielrenner
- Charlotte Bankes (1995), Frans snowboardster
- Elizabeth Banks (1974), Amerikaans actrice
- Gordon Banks (1937-2019), Brits voetballer
- Jimmy Banks (1964-2019), Amerikaans voetballer
- Tyra Banks (1973), Amerikaans actrice en fotomodel
- Rim Banna (1966-2018), Palestijns zangeres
- Sarah Bannier (1990), Nederlands actrice
- Harry Bannink (1929-1999), Nederlands componist en pianist
- Roger Bannister (1929-2018), Brits atleet en neuroloog
- Trevor Bannister (1934-2011), Brits acteur
- Besmir Banushi (1988), Albanees wielrenner
- Hugo Banzer Suárez (1926-2002), Boliviaans president en dictator

## Bao
- Bảo Đại (1913-1997), Vietnamees keizer en president
- Fatiha Baouf, Marokkaans-Belgisch atlete

## Bap
- Bruno Baptista (1997), Braziliaans autocoureur
- Júlio Baptista (1981), Braziliaans voetballer
- Vitor Baptista (1998), Braziliaans autocoureur
- Kelly-Ann Baptiste (1986), atlete van Trinidad en Tobago
- Kirk Renaud Baptiste (1962-2022), Amerikaans atleet

## Bar

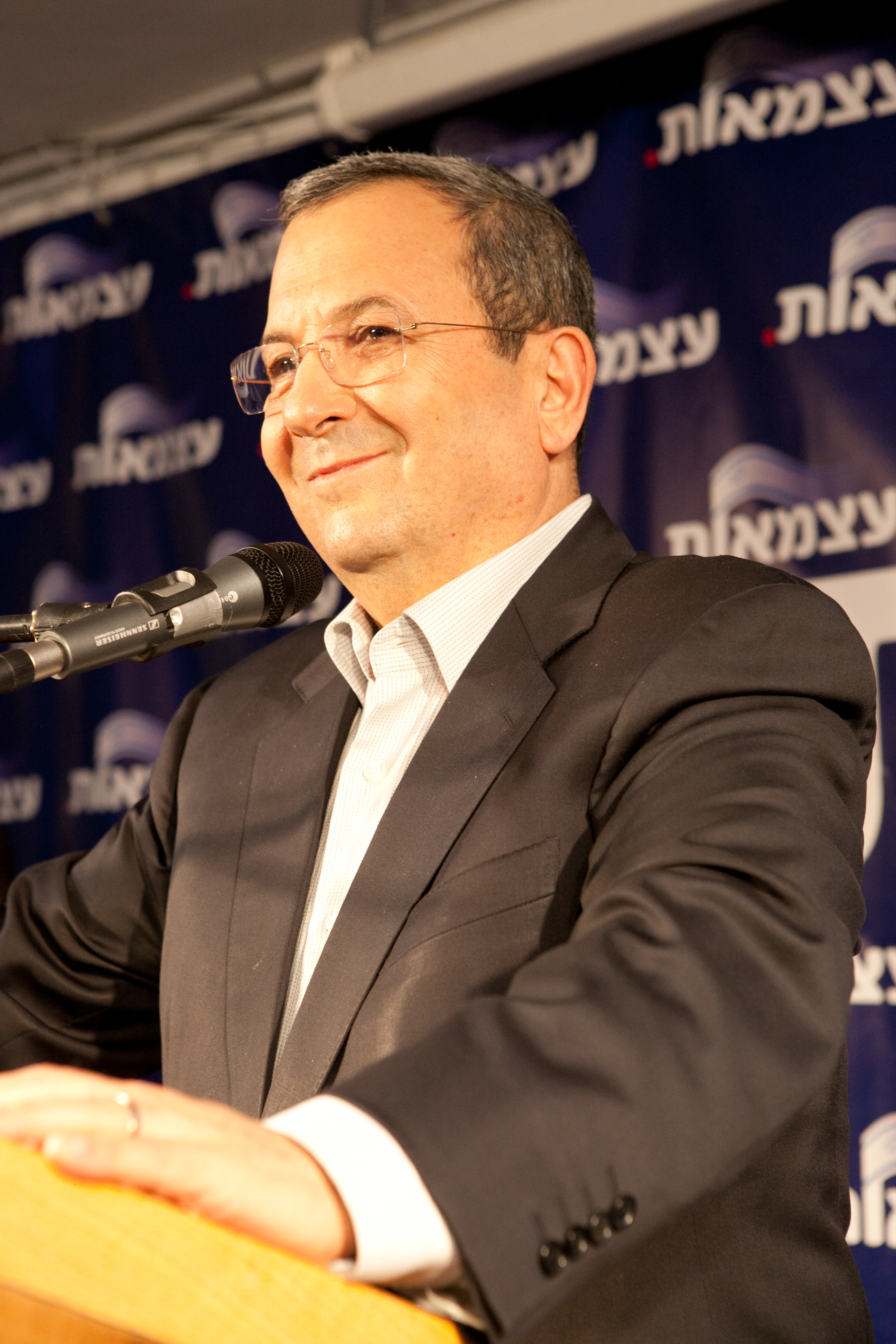
Ehud Barak

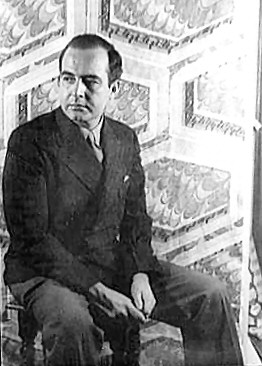
Samuel Barber (1944)

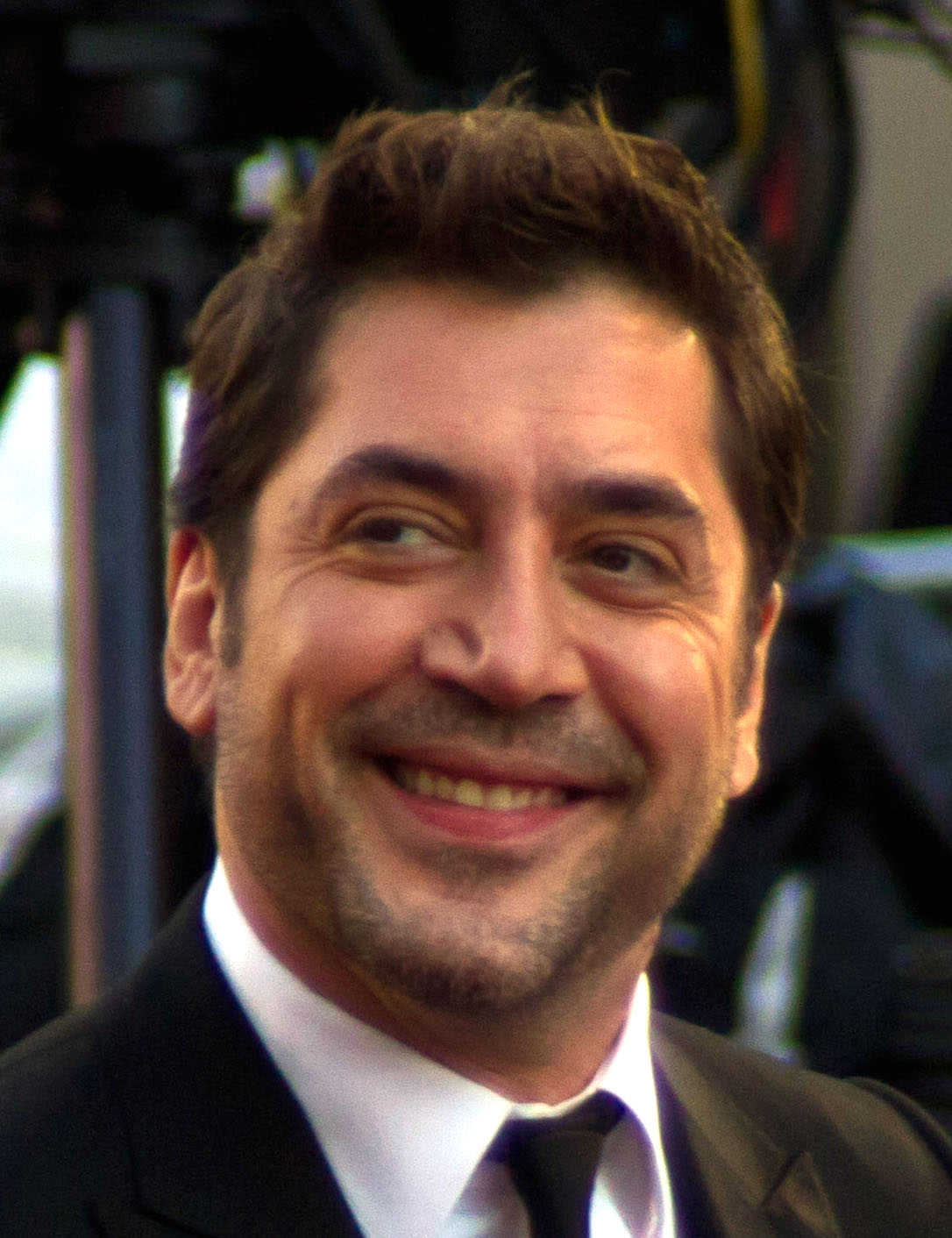
Javier Bardem (2011)

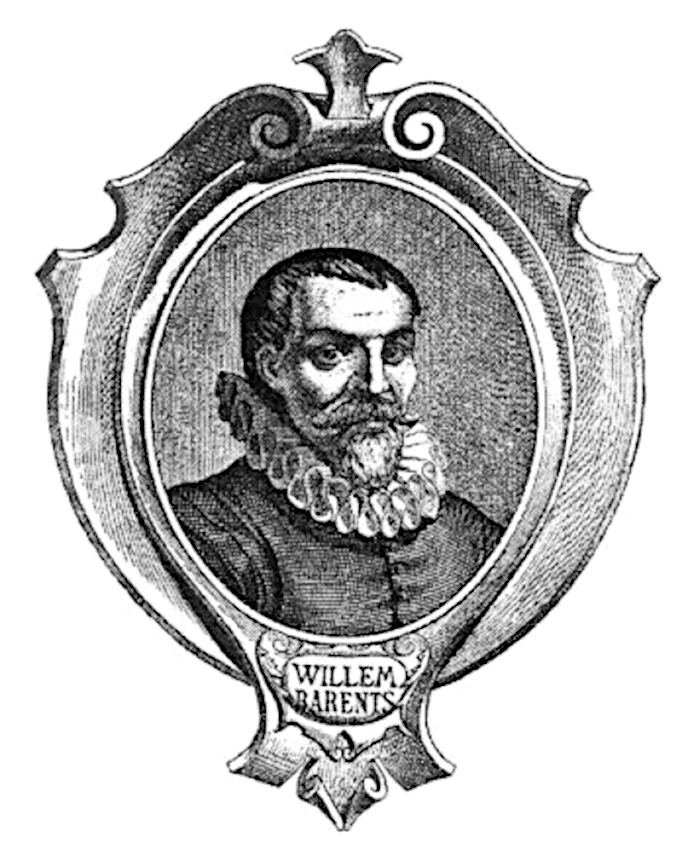
Willem Barentsz

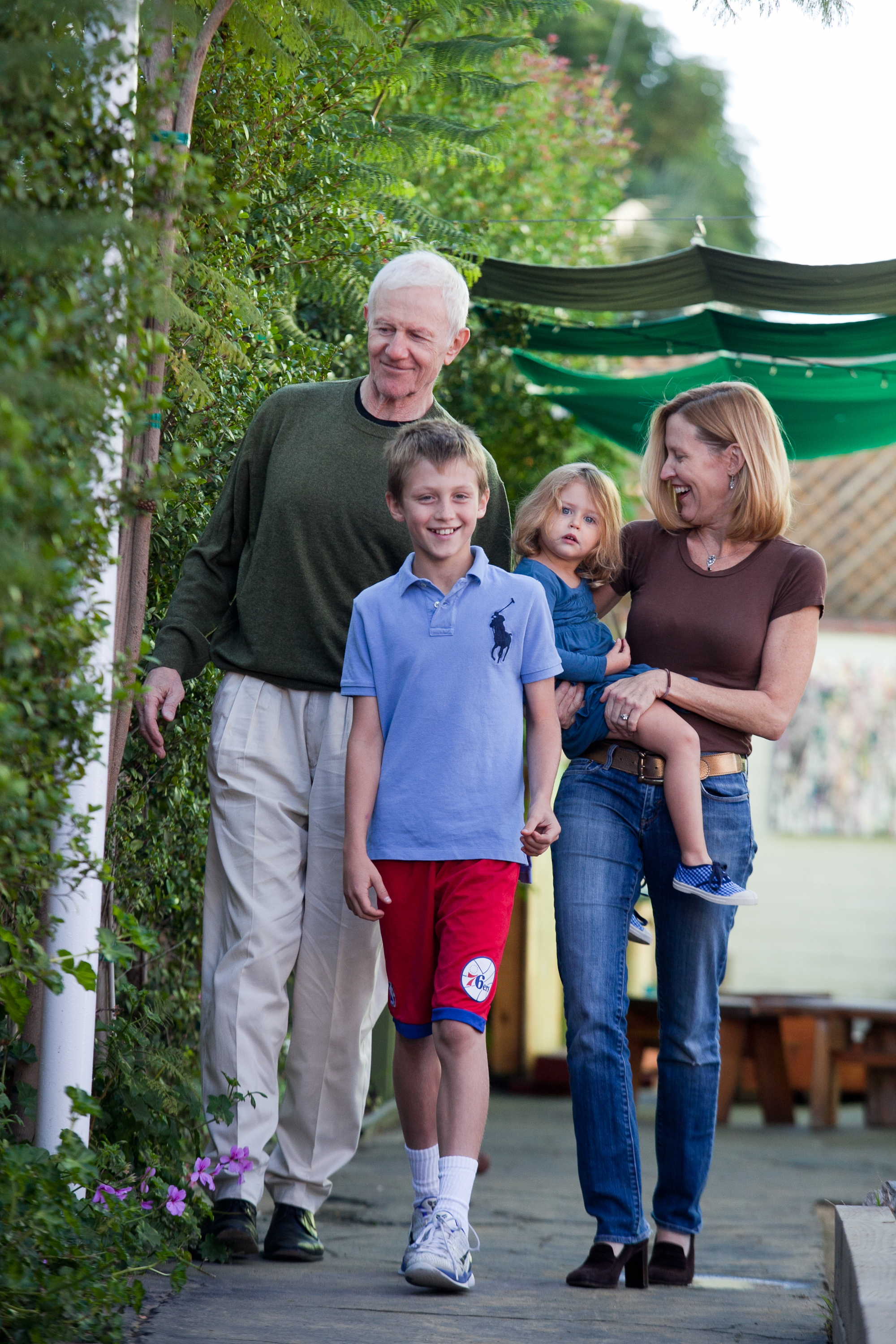
Raymond J. Barry met zijn vrouw en kinderen

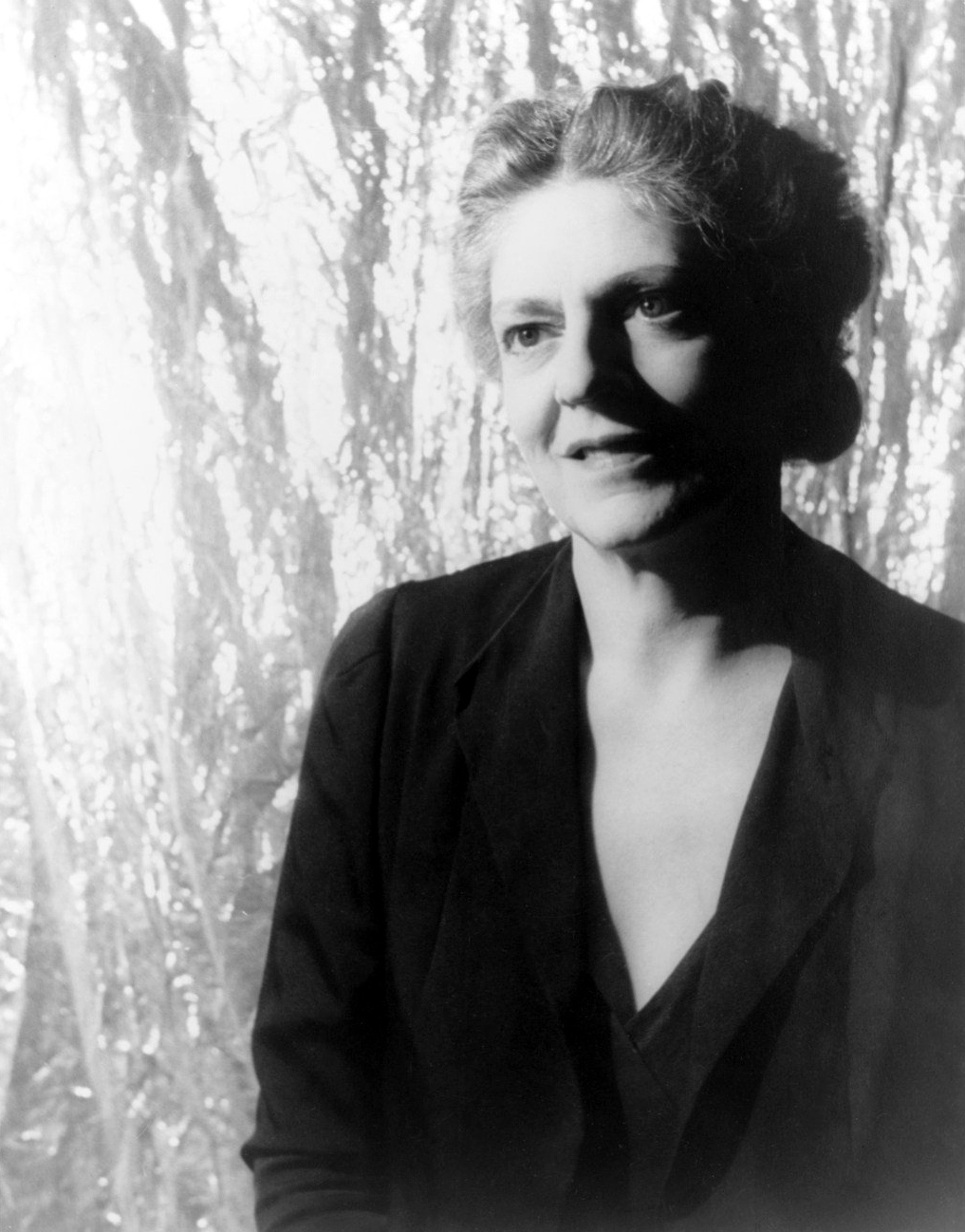
Ethel Barrymore

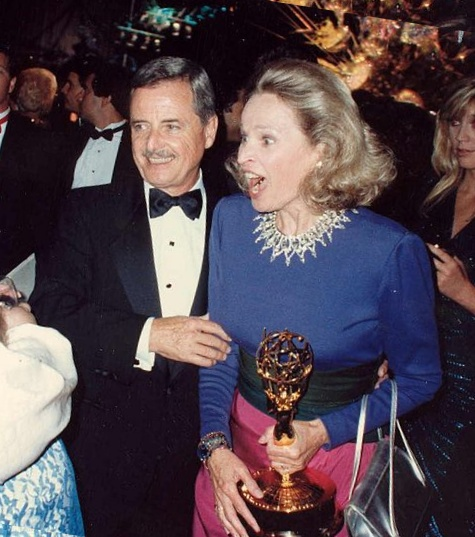
Bonnie Bartlett met haar man William Daniels (1987)

- Catherine de Bar (1614-1698), Frans Benedictines en ordestichtster
- Heinrich Bär (1913-1957), Duits gevechtspiloot
- Philippe Bär (1928-2025), Nederlands rooms-katholiek bisschop en monnik
- Mohammed el-Baradei (1942), Egyptisch diplomaat en Nobelprijswinnaar
- Noelle Barahona (1990), Chileens alpineskiester
- Ehud Barak (1942), Israëlisch premier (1999-2001) en generaal
- Mohamed Barakat (1976), Egyptisch voetballer
- Phil Baran (1977), Amerikaans scheikundige
- Primo Baran (1943), Italiaans roeier
- Andrej Baranov (1986), Russisch violist
- Paul Baran (1926-2011), Amerikaans computerwetenschapper
- Dmytro Baranovsky (1979), Oekraïens atleet
- Brandon Barash (1979), Amerikaans acteur
- Dominique Baratelli (1947), Frans voetbaldoelman
- Mindaugas Barauskas (1980), Litouws darter
- Álvaro Barba (1984), Spaans autocoureur
- Marco Barba (1985), Spaans autocoureur
- Miguel Barbachano y Tarrazo (1806-1859), Yucateeks politicus
- Renate Barbaix (1979), Belgische juriste, hoogleraar en advocate
- Sergej Barbarez (1971), Bosnisch voetballer
- Philippe Barbarin (1950), Frans kardinaal en aartsbisschop
- Monica Barbaro (1990), Amerikaans actrice
- John Barbata (1945-2024), Amerikaans drummer
- Andrea Barber (1976), Amerikaans actrice
- Benjamin Barber (1939-2017), Amerikaans politicoloog
- Blayne Barber (1989), Amerikaans golfer
- Chris Barber (1930-2021), Engels jazztrombonist en orkestleider
- Darren Barber (1968), Canadees roeier
- Eunice Barber (1974), Sierra Leoons/Frans atlete
- Forest Barber (1952), Amerikaans autocoureur
- Frances Barber (1958), Brits actrice
- Graham Barber (1958), Engels voetbalscheidsrechter
- Me'Lisa Barber (1980), Amerikaans atlete
- Samuel Barber (1910-1981), Amerikaans componist
- Shawnacy Barber (1994-2024), Canadees atleet
- Barbara (1930-1997), Frans zangeres, tekstschrijver en componist
- Joseph Barbera (1911-2006), Amerikaans producent, regisseur en tekenaar van tekenfilms
- Rita Barberá Nolla (1948-2016), Spaans politica
- Bill Barberis (1982), Belgisch acteur
- Robert Barbers (1944-2005), Filipijns politicus
- Robert Ace Barbers (1969), Filipijns politicus
- Gato Barbieri (1932-2016), Argentijns saxofonist en componist
- Joost Barbiers (1949-2015), Nederlands beeldbouwer
- João Barbosa (1975), Portugees autocoureur
- Adriana Barbu (1961), Roemeens atlete
- Ray Barbuti (1905-1988), Amerikaans atleet en Americanfootballspeler
- Alicia Bárcena (1952), Mexicaans biologe en politica
- Eddie Barclay (1921-2005), Frans producer
- Michael Andreas Barclay de Tolly (1761-1818), Russisch generaal
- Nawfel Bardad-Daidj (1989), Belgisch acteur
- Anders Bardal (1982), Noors schansspringer
- John Bardeen (1908-1991), Amerikaans natuurkundige
- Javier Bardem (1969), Spaans acteur
- Jessica Barden (1992), Brits actrice
- Jan Bardi (1963), Vlaams goochelaar
- Vasilisa Bardina (1987), Russisch tennisster
- Brigitte Bardot (1934), Frans actrice en model
- Yves Baré (1938-2010), Belgisch voetballer
- Selemon Barega (2000), Ethiopisch atleet
- Arija Bareikis (1966), Amerikaans actrice
- Jevgeni Barejev (1966), Russisch schaker
- Daniel Barenboim (1942), Israëlisch pianist en dirigent
- Barbara Barend (1974), Nederlands presentator
- Frits Barend (1947), Nederlands televisie en radiopresentator, columnist en redacteur
- Sonja Barend (1940), Nederlands televisiepresentatrice
- Edda Barends (1942), Nederlands actrice
- Barend Barendse (1907-1981), Nederlands sportverslaggever en presentator
- Barend Barentsen (1972), Nederlands jurist
- Willem Barentsz (ca.1550-1597), Nederlands zeevaarder en ontdekkingsreiziger
- Libe Barer (1991), Amerikaans actrice
- Franco Baresi (1960), Italiaans voetballer
- Daniel von Bargen (1950), Amerikaans acteur
- Marcel Barger (1891-1942), Nederlands zanger
- Sonny Barger (1938-2022), Amerikaans schrijver en crimineel
- Nai Barghouti (1996), Palestijns zangeres en musicus
- Mario Barić (1985), Bosnisch-Kroatisch voetballer
- Taïna Barioz (1988), Frans alpineskiester
- Johann Baring (1697-1748), Duits-Engels koopman
- John Baring (1730-1816), Brits bankier en politicus
- Barry C. Barish (1936), Amerikaans experimenteel natuurkundige en Nobellaureaat
- Josip Barišić (1981), Kroatisch voetballer
- Mago Barkas (243-203 v.Chr.), Carthaags veldheer
- Nir Barkat (1959), Israëlisch ondernemer en politicus
- Bob Barker (1923-2023), Amerikaans televisiepresentator (onder meer The Price Is Right)
- Chris Barker (1980-2020), Brits voetballer
- Judith Barker (1943), Brits actrice
- Ronnie Barker (1929-2005), Brits komiek
- Heinrich Barkhausen (1881-1956), Duits natuurkundige
- Tom Barkhuysen (1968), Nederlands jurist
- Alben Barkley (1877-1956), Amerikaans politicus
- Charles Barkley (1963), Amerikaans basketballer
- Evans Kiplagat Barkowet (1988), Keniaans/Azerbeidzjaans atleet
- Carl Barks (1901-2000), Amerikaans striptekenaar
- Don Barksdale (1923-1993), Amerikaans basketballer
- Casparus Barlaeus (1584-1648), Nederlands dichter, predikant en schrijver
- Sylvia Barlag (1954), Nederlands atlete
- Andrea Barlesi (1991), Belgisch autocoureur
- Annette Barlo (1974), Nederlands actrice en presentatrice
- Lou Barlow (1966), Amerikaans muzikant
- Peter Barlow (1776-1862), Brits natuur- en wiskundige
- Bernard Barmasai (1974), Keniaans atleet
- David Barmasai (1989), Keniaans atleet
- Samson Barmao (1982), Keniaans atleet
- Andrej Barna (1998), Servisch zwemmer
- Michael Barnaart van Bergen (1983), Nederlands modeontwerper
- Christiaan Barnard (1922-2001), Zuid-Afrikaans chirurg
- Henk Barnard (1922-2003), Nederlands kinderboekenschrijver
- Taylor Barnard (2004), Brits autocoureur
- Willem Barnard (1920-2010), Nederlands dichter en theoloog
- Woolf Barnato (1895-1948), Brits autocoureur
- Jonathan Barnbrook (1966), Engels letterontwerper
- Guy Barnea (1987), Israëlisch zwemmer
- Brian Barnes (1945-2019), Schots golfer
- Christopher Daniel Barnes (1972), Amerikaans acteur
- Dwayne L. Barnes (1970), Amerikaans acteur, filmregisseur, filmproducent en scenarioschrijver
- Harrison Barnes (1992), Amerikaans basketballer
- Jim Barnes (1941-2002), Amerikaans basketballer
- John Barnes (1963), Jamaicaans-Engels voetballer en voetbalcoach
- Julian Barnes (1946), Brits schrijver
- Ken Barnes (1929-2010), Engels voetballer
- Kirsten Barnes (1968), Canadees roeister
- Michael Barnes (1968), Amerikaans motorcoureur
- Randy Barnes (1966), Amerikaans atleet
- Ricky Barnes (1981), Amerikaans golfer
- Scottie Barnes (2001), Amerikaans basketballer
- George Henry Barnet Lyon (1848/49-1918), Nederlands jurist en bestuurder in Suriname
- Charlie Barnett (1988), Amerikaans acteur
- Raymond van Barneveld (1967), Nederlands darter en postbode
- Nora Stanton Blatch Barney (1883-1971), Amerikaans civiel ingenieur en suffragette
- Ben Barnicoat (1996), Brits autocoureur
- Heléna Barócsi (1966), Hongaars atlete
- Alizée Baron (1992), Frans freestyleskiester
- Joanne Baron, Amerikaans actrice en filmproducente
- Marie Baron (1908-1948), Nederlands zwemster
- Ramon Baron (1969), Nederlands radio-dj
- Sacha Baron Cohen (1971), Brits komiek
- Sandy Baron (1937-2001), Amerikaans acteur en scenarioschrijver
- Al Barr (1968), Amerikaans muzikant
- Matt Barr (1984), Amerikaans acteur
- Roseanne Barr (1952), Amerikaans actrice
- Francisco León de la Barra (1863-1939), Mexicaans diplomaat en interim-president (1911)
- Jean-Pierre Barra (1939), Belgisch atleet
- Mary Barra (1961), Amerikaans bedrijfsleidster
- Francesco Barracato (1950), Belgisch zanger; bekend onder het pseudoniem Frédéric François
- Abdelaziz Barrada (1989-2024), Marokkaans voetballer
- Javier Lozano Barragán (1933-2022), Mexicaans kardinaal
- Romain Barras (1980), Frans atleet
- Bronte Barratt (1989), Australisch zwemster
- Michael Barratt (1959), Amerikaans ruimtevaarder
- Michael Barratt (1948), Brits zanger, bekend onder het pseudoniem Shakin' Stevens
- Gérard Barray (1931-2024), Frans acteur
- Martin Barre (1946), Brits gitarist
- Raymond Barre (1924-2007), Frans econoom en politicus
- Carlos Barredo (1981), Spaans wielrenner
- Hermann Barrelet (1879, ?), Frans roeier
- David Barrera, Amerikaans acteur
- Rodrigo Barrera (1970), Chileens voetballer
- Aston Barrett (1946-2024), Jamaicaans basgitarist en rastafari
- Brigetta Barrett (1990), Amerikaans atlete
- Malcolm Barrett (1980), Amerikaans acteur
- Marlyne Barrett (1978), Amerikaans actrice
- Mike Barrett (1943-2011), Amerikaans basketballer
- Syd Barrett (1946-2006), Brits gitarist, (singer-)songwriter en zanger
- Ray Barretto (1929-2006), Amerikaans drummer
- Barbara Barrie (1931), Amerikaans actrice en auteur
- Sylvain Barrier (1988), Frans motorcoureur
- Noel Barrionuevo (1984), Argentijns hockeyster
- Arturo Barrios (1962), Mexicaans atleet
- Bayang Barrios (1968), Filipijns zangeres
- Jorge Barrios (1961), Uruguayaans voetballer en voetbalcoach
- Yarelis Barrios (1983), Cubaans atlete
- Kristina Barrois (1981), Duits tennisster
- Alex Barron (1970), Amerikaans autocoureur
- Gerrit Barron (1951), Surinaams jeugdboekenschrijver en dichter
- Kayla Jane Barron (1987), Amerikaans ruimtevaarder
- Erick Barrondo (1991), Guatemalteeks atleet
- Alex Barros (1970), Braziliaans motorcoureur
- Bruno de Barros (1987), Braziliaans atleet
- Raul de Barros (1915-2009), Braziliaans componist, dirigent, instrumentalist en trombonist
- Ary Barroso (1903-1964), Braziliaans componist
- José Barroso (1956), Portugees politicus
- Bernard Barrow' (1927-1993), Amerikaans acteur, professor drama en toneelregisseur
- Isaac Barrow (1630-1677), Engels wiskundige en theoloog
- Mike Barrowman (1968), Amerikaans zwemmer
- Daniel Barry (1953), Amerikaans ruimtevaarder
- Elizabeth Barry (1658-1713), Engels actrice
- John Barry (1933-2011), Engels componist
- Phyllis Barry (1908-1954), Brits actrice
- Raymond J. Barry (1939), Amerikaans acteur
- Tim Barry, Amerikaans muzikant
- Trevor Barry (1983), Bahamaans atleet
- Drew Barrymore (1975), Amerikaans actrice en filmproducente
- Ethel Barrymore (1879-1959), Amerikaans actrice
- John Barrymore (1882-1942), Amerikaans acteur
- John Drew Barrymore (1932-2004), Amerikaans acteur
- Lionel Barrymore (1878-1954), Amerikaans acteur
- Wing Tai Barrymore (1992), Amerikaans freestyleskiër
- Rudolf Barschai (1924-2010), Russisch-Zwitsers dirigent
- Uwe Barschel (1944-1987), Duits politicus
- Mutaz Essa Barshim (1991), Qatarees atleet
- Judith Barsi (1978-1988), Amerikaans actrice
- Joelia Barsoekova (1978), Russisch ritmisch gymnaste
- Florence Barsosio (1976), Keniaans atlete
- Sally Barsosio (1978), Keniaans atlete
- Aleksej Barsov (1966), schaker uit Oezbekistan
- Chas Barstow (1979), Engels darter
- Gino Bartali (1914-2000), Italiaans wielrenner
- Luuk Bartelds (1932-2016), Nederlands politicus
- Ludvik Bartelj (1913), Sloveens filosoof en theoloog
- Johanna Antonia Maria Bartels-Striethorst, (1886-1945), Nederlands verzetslid
- Ralf Bartels (1978), Duits atleet
- Tineke Bartels (1951), Nederlands amazone
- Ed Barten (1919-2016), Nederlands Engelandvaarder
- Hugh Barter (2005), Australisch autocoureur
- Marie Bartette (1893-1961), Frans verzetsstrijdster
- Edgar Barth (1917-1965), Duits autocoureur
- Fredy Barth (1979), Zwitsers autocoureur
- Jürgen Barth (1947), Duits autocoureur
- Karl Barth (1886-1968), Zwitsers theoloog
- Leen Barth (1952), Nederlands voetballer
- Sven Barth (1980), Duits autocoureur
- Josy Barthel (1917-1992), Luxemburgs atleet en minister
- Roland Barthes (1915-1980), Frans filosoof
- Anne-Sophie Barthet (1988), Frans alpineskiester
- Louis Barthou (1862-1934), Frans minister
- Hotse Bartlema (1911-1987), Nederlands roeier
- Frederic Bartlett (1886-1969), Brits psycholoog
- Robert Bartko (1975), Duits wielrenner
- Jan Bartlema (1915-1973), Nederlands roeier en Engelandvaarder
- Bonnie Bartlett (1929), Amerikaans actrice
- Michiel Bartman (1967), Nederlands roeier
- John-David Bartoe (1944), Amerikaans ruimtevaarder
- Béla Bartók (1881-1945), Hongaars componist
- Jayce Bartok (1975), Amerikaans acteur, filmregisseur, filmproducent en scenarioschrijver
- Tilen Bartol (1997), Sloveens schansspringer
- Domenico Bartolucci (1917-2013), Italiaans kardinaal en dirigent
- Buzz Barton (1916-2002), Amerikaans autocoureur
- Clara Barton (1821-1912), Amerikaans verpleegkundige en oprichters Amerikaans Rode Kruis
- Derek Barton (1918-1998), Brits organisch-chemicus en Nobelprijswinnaar
- Mischa Barton (1986), Brits-Amerikaans actrice
- Will Barton (1991), Amerikaans basketballer
- Skye McCole Bartusiak (1992-2014), Amerikaans actrice
- Mladen Bartulović (1986), Bosnisch-Kroatisch voetballer
- Chris Bart-Williams (1974-2023), Engels voetballer van Sierra Leonese afkomst
- Cerdas Barus (1961), Indonesisch schaker
- Andrea Barzagli (1981), Italiaans voetballer
- Joe Barzda (1915-1993), Amerikaans autocoureur
- Claude Barzotti (1953-2023), Belgische zanger

## Bas

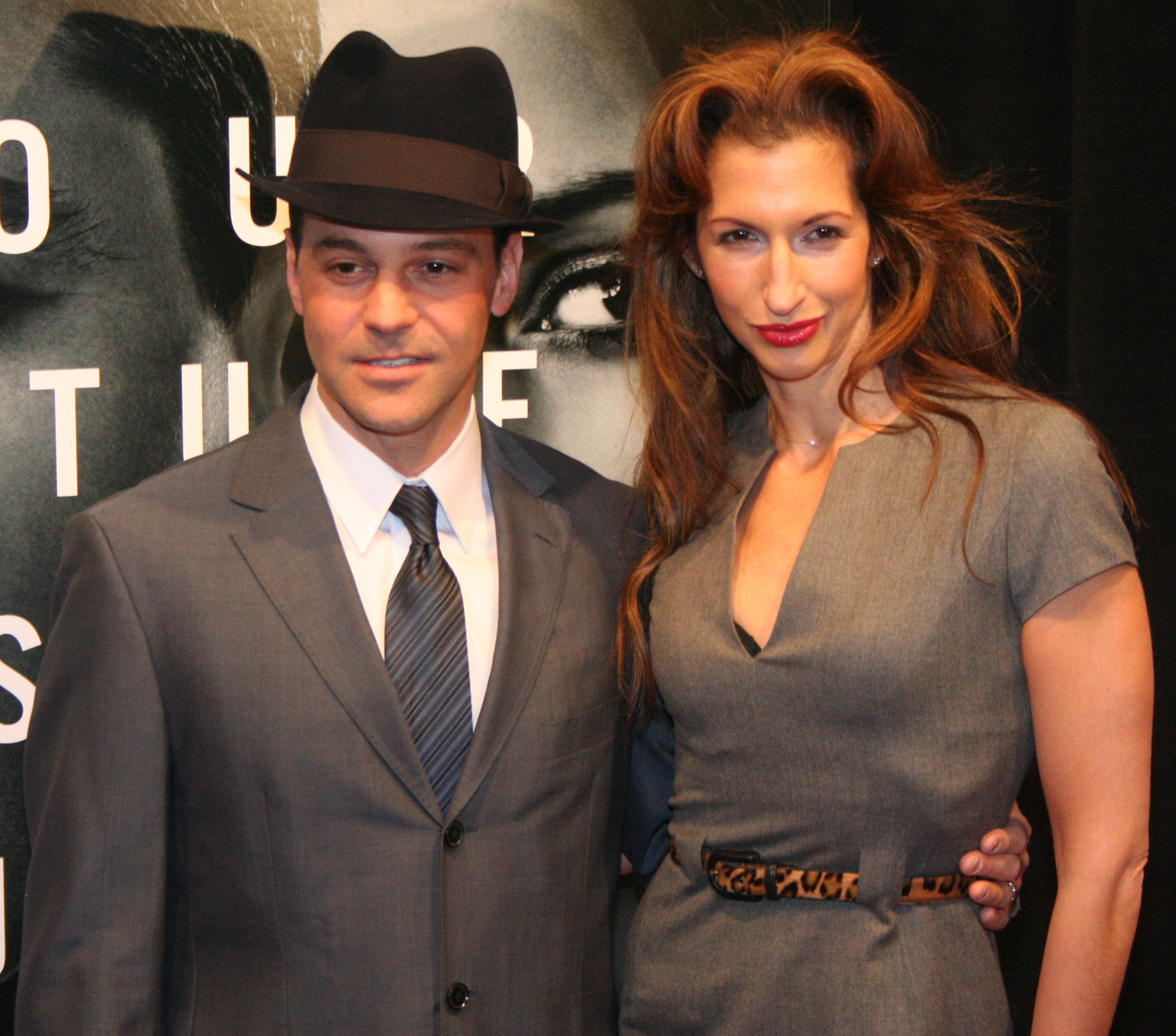
David Alan Basche (2011)

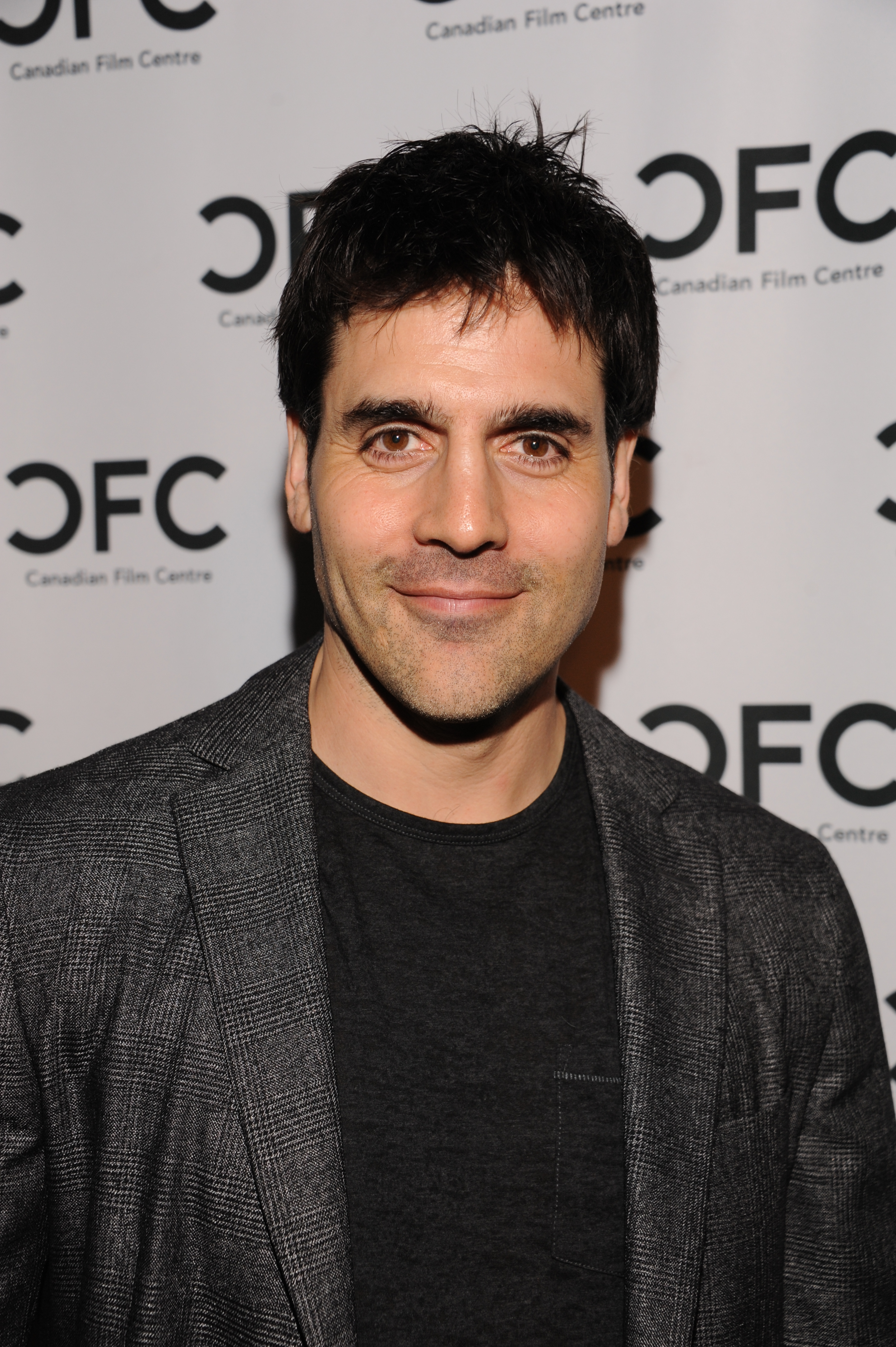
Ben Bass

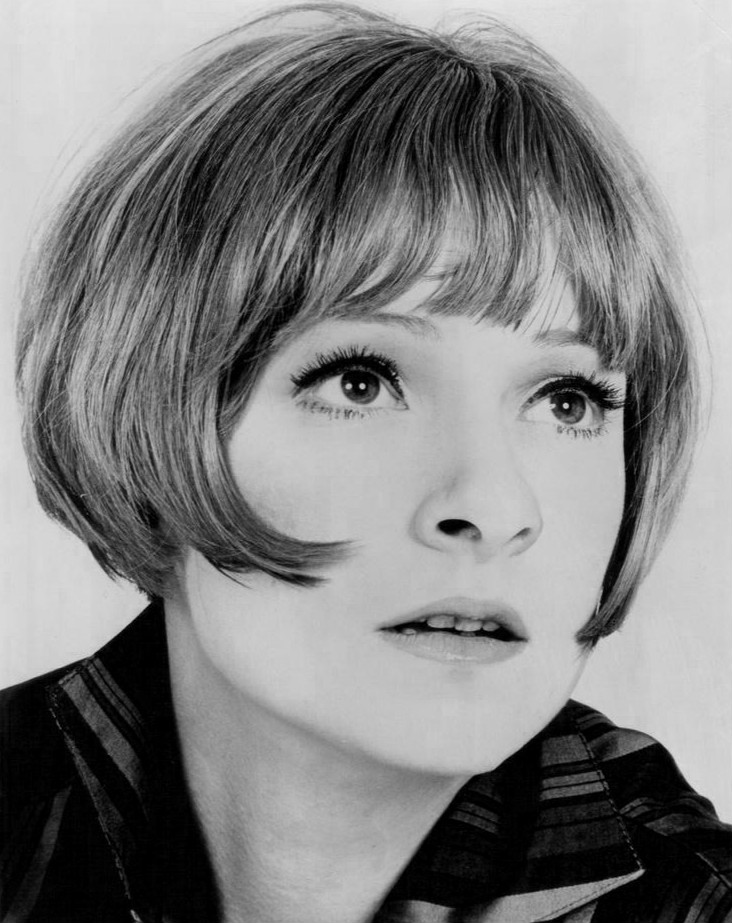
Jennifer Bassey (1967)

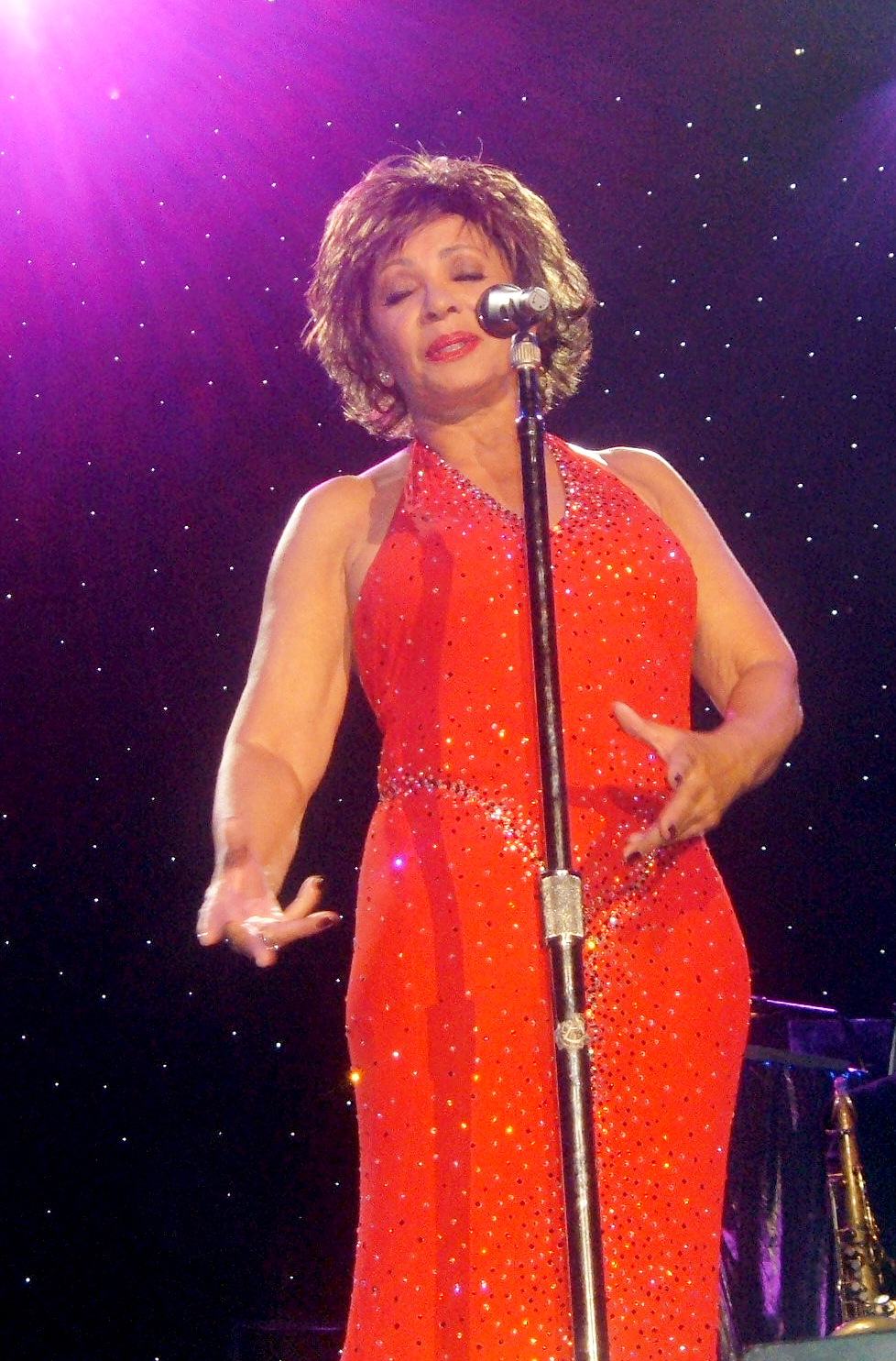
Shirley Bassey

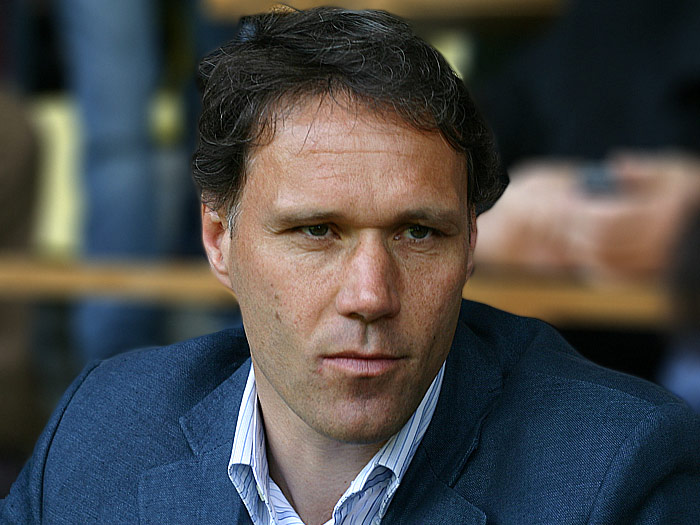
Marco van Basten

- Jan de Bas (1964), Nederlands historicus en dichter
- Cesar Basa (1915-1941), Filipijns gevechtspiloot
- José Maria Basa (1839-1907), Filipijns koopman en patriot
- Marko Baša (1982), Montenegrijns voetballer
- Sjamil Basajev (1965-2006), Tsjetsjeens rebellenleider
- Afro Basaldella (1912-1976), Italiaans kunstschilder
- Gary Basaraba (1959), Canadees-Amerikaans acteur
- Ivo Basay (1966), Chileens voetballer en voetbalcoach
- David Alan Basche (1968), Amerikaans acteur
- José Basco (1733-1803), Spaans gouverneur-generaal
- Jules Basdevant (1877-1968), Frans rechtsgeleerde en rechter
- Yvonne Ntacyobatabara Basebya (1947-2016), Nederlands/Rwandees misdadiger
- Carl von Basedow (1799-1854), Duits arts
- Georg Baselitz (1938), Duits schilder
- Traian Băsescu (1951), Roemeens politicus
- Lulzim Basha (1974), Albanees minister en burgemeester van Tirana
- Ndabili Bashingili (1979), Botswaans atleet
- Abu Bakar Bashir (1938), Indonesisch islamitisch geestelijke en crimineel
- Farshad Bashir (1988), Afghaans-Nederlands activist en politicus
- Omar al-Bashir (1944), Soedanees generaal en president-dictator
- Josip Bašić (1996), Kroatisch voetballer
- Adam Basil (1975), Australisch atleet
- Fabio Basile (1994), Italiaans judoka
- John Basilone (1916-1945), Amerikaans militair
- Popy Basily (?), Nederlands gitarist
- Kim Basinger (1953), Amerikaans actrice
- Gevorg Basjinjagian (1857-1925), Armeens kunstschilder
- Elya Baskin (1950), Amerikaans acteur
- Michael Basman (1946-2022), Engele schaker en schaakauteur
- Nikolaj Basov (1922-2001), Russisch natuurkundige en Nobelprijswinnaar
- Jean-Michel Basquiat (1960-1988), Haïtiaans-Amerikaans kunstenaar
- Ben Bass (1968), Amerikaans acteur
- Mickey Bass (1943-2022), Amerikaans jazzbassist
- Tony Bass (1934-2005), Nederlands zanger en liedjesschrijver
- Axel Bassani (1999), Italiaans motorcoureur
- Gaia Bassani Antivari (1978), Azerbeidzjaans alpineskiester
- Marc Basseng (1978), Duits autocoureur
- Jennifer Bassey (1942), Amerikaans actrice
- Nnimmo Bassey (1958), Nigeriaans architect, dichter en milieuactivist
- Shirley Bassey (1937), Brits zangeres
- Laura Bassi (1711-1778), Italiaans wetenschapster en hoogleraar
- Benjamin Bassin (1944), Fins politicus
- Marta Bassino (1996), Italiaans alpineskiester
- Jean Basson (1987), Zuid-Afrikaans zwemmer
- Hisham Bastawisi (1951-2021), Egyptisch rechter en politicus
- Marco van Basten (1964), Nederlands voetballer en voetbaltrainer
- Frédéric Bastet (1926-2008), Nederlands archeoloog, kunsthistoricus, schrijver, essayist, dichter en biograaf
- Kees Bastiaans (1909-1986), Nederlands kunstschilder
- Caroline Bastiaens (1976), Belgisch politica
- Remco Bastiaansen (1978), Nederlands wedstrijddanser en choreograaf
- Peter Bastiaensen (1960), Belgisch acteur
- Enea Bastianini (1997), Italiaans motorcoureur
- Fons Bastijns (1947-2008), Belgisch voetballer
- Christophe Bastin (1968), Belgisch politicus
- Désiré Bastin (1900-1971), Belgisch voetballer
- Jean-Paul Bastin (1974), Belgisch politicus
- Jules Bastin (1889-1944), Belgisch militair en verzetsstrijder
- Jules Bastin (1933-1996), Belgisch operazanger
- Julia Bastin (1888-1968), Belgisch taalkundige, mediëviste en vertaalster
- Marjolein Bastin (1943), Nederlands tekenares
- Max Bastin (1919-1971), Belgisch journalist, verzetsstrijder, syndicalist en politicus
- Roger Bastin (1913-1986), Belgisch architect
- Basto (1975), Belgisch dj en producer; pseudoniem van Jef Martens
- John Baston (1685-1739), Brits componist
- Michel Bastos (1983), Braziliaans voetballer
- Rainer Bastuck (1960), Duits autocoureur en ondernemer

## Bat
- Bat Ye'or (19?), Joods-Brits geschiedkundige (Gisèle Littman)
- Tomáš Baťa (1876-1932), Tsjechisch ondernemer en fabrikant
- Charles Batchelor (1845-1910), Brits-Amerikaans uitvinder
- Hendrik Bate van Mechelen (1246-na 1310), Zuid-Nederlands filosoof en astronoom
- Justine Bateman (1966), Amerikaans actrice
- Alan Bates (1934-2003), Engels acteur
- Barrie Bates (1969), Welsh darter
- Benjamin Bates (1976), Nederlands dj
- Edward Bates (1793-1869), Amerikaans politicus
- Evan Bates (1989), Amerikaans kunstschaatser
- Florence Bates (1888-19754),  Amerikaans actrice
- Gene Bates (1981), Australisch wielrenner
- Henry Walter Bates (1825-1892), Brits bioloog
- Jerome Preston Bates (1954), Amerikaans acteur
- Kathy Bates (1948), Amerikaans actrice
- Ken Bates (1931), Engels zakenman
- Matthew Bates (1986), Engels voetballer
- Michael Bates (1920-1978), Engels acteur
- Norman Bates (1927), Amerikaans jazzbassist
- Paddy Roy Bates (1921-2012), Brits activist
- Robert Bates (1952), Amerikaans organist en muziekpedagoog
- Tyler Bates, Amerikaans filmcomponist
- William Horatio Bates (1860-1931), Amerikaans oogarts
- Gregory Bateson (1904-1980), Brits antropoloog, taalkundige en sociaal wetenschapper
- Ryan Michelle Bathe (1976), Amerikaans actrice
- Dominique Bathenay (1954), Frans voetballer en voetbaltrainer
- Eike Batista (1956), Duits-Braziliaans zakenman
- Sergio Batista (1962), Argentijns voetballer en voetbalcoach
- Gabriel Batistuta (1969), Argentijns voetballer
- Suzy Batkovic (1980), Australisch basketbalspeelster
- August Batsch (1761-1802), Duits natuurvorser en mycoloog
- Mieczysław Batsch (1900-1977), Pools voetballer
- Michy Batshuayi (1993), Congolees-Belgisch voetballer
- Nino Batsiasjvili (1987), Georgische schaakster
- Susan Batson (1944), Amerikaans actrice, filmproducente en auteur/columniste
- Ben Batt (1986), Brits acteur
- Letizia Battaglia (1935-2022), Italiaans journalist en fotograaf
- Enrico Battaglin (1989), Italiaans wielrenner
- Giovanni Battaglin (1951), Italiaans wielrenner
- Franco Battaini (1972), Italiaans motorcoureur
- Roberto Battelli (1954), Sloveens politicus
- Kim Batten (1969), Amerikaans atlete
- Jan Battermann (1909-1999), Nederlands graficus, kunstschilder, illustrator, aquarellist en tekenaar
- Karl Josef Batthyány (1697-1772), Oostenrijks-Hongaars veldmaarschalk
- Shane Battier (1978), Amerikaans basketballer
- Nadia Battocletti (2000), Italiaans atlete
- Ibn Battuta (1304-1368/69), Marokkaans reiziger
- Charles de Batz de Castelmore (+1673), Frans militair

## Bau

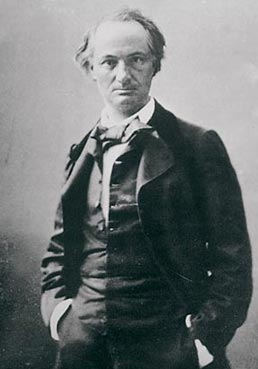
Charles Baudelaire

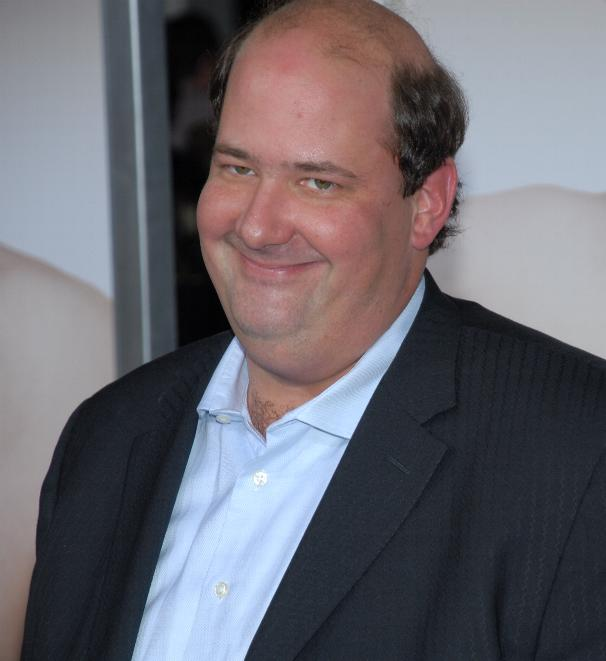
Brian Baumgartner, 2007

- Patrick Bauchau (1938), Belgisch acteur
- Henry Bauchau (1913-2012), Belgisch schrijver
- Adeline Baud (1992), Frans alpineskiester
- Jean Chrétien Baud (1789-1859), Nederlands staatsman en gouverneur-generaal
- Jean Chrétien Baud (1853-1918), Nederlands openbaar aanklager en bestuurder
- Charles Baudelaire (1821-1867), Frans schrijver
- Pierre Baudin (1863-1917), Frans politicus
- Dominicus Baudius (1561-1613), Nederlands dichter en letterkundige
- Jean Baudrillard (1929-2007), Frans filosoof, socioloog en mediawetenschapper
- Christian Bauer (1971), Frans schaker
- Ernst Bauer (1914-1988), Duits militair
- Frans Bauer (1973), Nederlands zanger
- John Bauer (1882-1918), Zweeds illustrator
- Klemen Bauer (1986), Sloveens biatleet
- Martin Bauer (1975), Oostenrijks motorcoureur
- Rudolf Bauer (1879-1932), Hongaars atleet
- Sybil Bauer (1903-1927), Amerikaans zwemster
- Herma Bauma (1915-2003), Oostenrijks atlete
- Alex Baumann (1964), Canadees zwemmer
- Ashton Baumann (1993), Canadees zwemmer
- Romed Baumann (1986), Oostenrijks alpineskiër
- Stefan Baumeister (1993), Duits snowboarder
- Truus Baumeister (1907-2000), Nederlands zwemster
- Ali Kurt Baumgarten (1913-2009), Duits kunstschilder
- Brian Baumgartner (1972), Amerikaans acteur en filmproducent
- Felix Baumgartner (1969-2025), Oostenrijks skydiver
- Klaus Baumgartner (1937-2015), Zwitsers politicus
- Albert Gillis von Baumhauer (1891-1939), Nederlands luchtvaartpionier
- William Baumol (1922), Amerikaans econoom
- Betty Bausch-Polak (1919-2024), Nederlands Holocaust-overlevende en verzetsstrijdster
- Antonio Bautista (1937-1974), Filipijns gevechtspiloot en oorlogsheld
- Albert Bauwens (1861-1950), Belgisch notaris en politicus
- Antoine Bauwens (1929-2009), Belgisch syndicalist en politicus
- Charles Bauwens (?), Belgisch voetballer
- Dirk Bauwens (1969), Belgisch politicus
- Duco Bauwens (1972), Nederlands sportinstructeur en televisiepresentator
- Evarist Bauwens (1853-1937), Belgisch jezuïet en auteur
- Isidoor Bauwens (1855-1918), Belgisch geneeskundige, auteur en politicus
- Jan Bauwens (1928-1994), Belgisch journalist en nieuwslezer
- Jean-Pierre Bauwens (1988), Belgisch bokser
- Lieven Bauwens (1769-1822), Zuid-Nederlands ondernemer en industrieel spion
- Lieven Bauwens (1942), Belgisch arts en politicus
- Lionel Bauwens (1892-1974), Belgisch marktzanger
- Maarten Bauwens (?), Belgisch jiujitsu-er
- Michel Bauwens (1953), Belgisch acteur
- Michel Bauwens (1958), Belgisch ondernemer
- Nele Bauwens (?), Belgisch actrice, cabaretière en zangeres
- René Bauwens (1894-1959), Belgisch waterpolospeler
- Tony Bauwens (1936-2009), Belgisch jazzmuzikant en -componist
- Ward Bauwens (1993), Belgisch zwemmer

## Bav
- Herman Bavinck (1854-1921), Nederlands predikant, theoloog en politicus
- Johan Herman Bavinck (1895-1964) Nederlands predikant, theoloog, zendeling en hoogleraar

## Baw
- Moungi Bawendi (1961), Amerikaans-Tunesisch-Frans scheikundige en Nobelprijswinnaar
- Bruce Bawer (1956), Amerikaans schrijver en journalist

## Bax
- Arnold Bax (1883-1953), Brits componist
- Jaap Bax (1926-2017), Nederlands sportjournalist en bestuurder
- Wim Bax (1971), Nederlands acteur
- Blake Baxter (1963), Amerikaanse techno-dj/producer
- Ronnie Baxter (1961), Engels darter
- Stuart Baxter (1953), Schots voetballer en voetbalcoach

## Bay

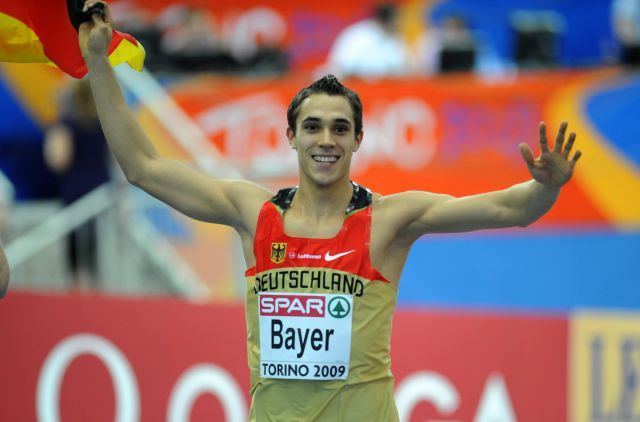
Sebastian Bayer

- Frances Bay (1919-2011), Canadees/Amerikaans actrice
- Celal Bayar (1884-1986), Turks president (1950-1960)
- Sebastian Bayer (1986), Duits atleet
- Thomas Bayes (1702-1761), Brits wiskundige en predikant
- Geoffrey Bayldon (1924-2017), Brits acteur
- Trevor Baylis (1937-2018), Engels uitvinder van de opwindradio
- Troy Bayliss (1969), Australisch motorcoureur
- Elgin Baylor (1934-2021), Amerikaans basketballer
- Atsede Baysa (1987), Ethiopisch atlete

## Baz
- Baz (1985), Belgisch rapper en muziekmanager; pseudoniem van Bas Maes
- Gustavo Baz (1894-1987), Mexicaans politicus, revolutionair en medicus
- Loris Baz (1993), Frans motorcoureur
- François Achille Bazaine (1811-1888), Frans generaal en maarschalk
- Joseph Bazalgette (1819-1891), Engels ingenieur
- Álvaro de Bazán (1526-1588), Spaans zeeheld
- Mehdi Bazargan (1907-1995), Azerbeidzjaans-Iraans premier
- Mehmed Baždarević (1960), Bosnisch voetballer en voetbaltrainer
- Karel de Bazel (1869-1923), Nederlands architect, graveur, tekenaar, meubelontwerper, tapijtontwerper, glaskunstenaar en boekbandontwerper
- Étienne Bazeries (1846-1931), Frans militair cryptoanalist
- Frédéric Bazille (1841-1870), Frans impressionistisch kunstschilder
- François Bazin (1816-1878), Frans operacomponist
- Mario Bazina (1975), Bosnisch-Kroatisch voetballer en voetbalcoach
- William Baziotes (1912-1963), Amerikaans kunstschilder
- Nisar Bazmi (1925-2007), Pakistaans componist
- Antonio Bazzini (1818-1897), Italiaans violist en componist